# Đợt sắp xếp, sáp nhập đơn vị hành chính tại Việt Nam 2019–2021
Đợt sắp xếp, sáp nhập đơn vị hành chính tại Việt Nam 2019–2022 đề cập đến cuộc sắp xếp, sáp nhập các đơn vị hành chính (ĐVHC) cấp xã và cấp huyện tại Việt Nam thực hiện trong giai đoạn 2019–2022.
Bên cạnh đó, từ năm 2017, một số tỉnh, thành phố tại Việt Nam đã và đang thực hiện sắp xếp, sáp nhập các đơn vị hành chính dưới cấp xã (thôn, xóm, bản, tổ dân phố).

## Bối cảnh
Từ sau khi kết thúc chiến tranh Việt Nam (1975) đến năm 2017, Việt Nam đã trải qua nhiều lần điều chỉnh, sắp xếp đơn vị hành chính các cấp ở các quy mô khác nhau.
Đến ngày 11 tháng 9 năm 2019, Việt Nam có 713 đơn vị hành cấp huyện gồm có: 49 quận, 512 huyện, 49 thị xã, 73 thành phố thuộc tỉnh và 11.156 đơn vị hành chính cấp xã gồm có: 8.903 xã, 1.646 phường, 607 thị trấn.
Bên cạnh kết quả tích cực đạt được, việc chia, tách đơn vị hành chính các cấp đã nảy sinh một số bất cập và hạn chế. Nhiều đơn vị hành chính cấp huyện, cấp xã quy mô quá nhỏ, không gian phát triển bị chia cắt, gây ra nhiều khó khăn, cản trở trong công tác lập kế hoạch, quy hoạch dài hạn, định hướng phát triển kinh tế - xã hội tầm vĩ mô cũng như quy hoạch, kế hoạch phát triển vùng; nguồn lực của địa phương và Trung ương cho phát triển kinh tế - xã hội bị phân tán. Việc tăng số lượng đơn vị hành chính các cấp đã dẫn đến tổ chức bộ máy, biên chế của các cơ quan, đơn vị trong hệ thống chính trị ở địa phương tăng; ngân sách nhà nước chi cho hoạt động của bộ máy, xây dựng trụ sở, mua sắm mới trang thiết bị làm việc tăng.
Một trong những nguyên nhân của tình trạng này là cơ chế, chính sách đầu tư hạ tầng kinh tế - xã hội đã thúc đẩy đô thị hóa, tạo nên tâm lý muốn chia tách, thành lập đơn vị hành chính mới.

## Chỉ đạo củaĐảng Cộng sản Việt NamvàQuốc hội Việt Nam
Ngày 25 tháng 10 năm 2017, Ban Chấp hành Trung ương Đảng Cộng sản Việt Nam khóa XII đã ban hành Nghị quyết số 18-NQ/TW về một số vấn đề về tiếp tục đổi mới, sắp xếp tổ chức bộ máy của hệ thống chính trị tinh gọn, hoạt động hiệu lực, hiệu quả.
Ngày 24 tháng 12 năm 2018, Bộ Chính trị Đảng Cộng sản Việt Nam ban hành Nghị quyết số 37-NQ/TW về việc sắp xếp các đơn vị hành chính cấp huyện và cấp xã. Nghị quyết này nêu mục tiêu tổng quát là:
Sắp xếp đơn vị hành chính cấp huyện, cấp xã nhằm tổ chức hợp lý đơn vị hành chính các cấp phù hợp với thực tiễn và xu thế phát triển của đất nước; bảo đảm hoàn thiện thể chế về đơn vị hành chính, bộ máy của hệ thống chính trị tinh gọn, hoạt động hiệu lực, hiệu quả; góp phần phát huy mọi nguồn lực thúc đẩy phát triển kinh tế - xã hội, nâng cao đời sống nhân dân; bảo đảm quốc phòng, an ninh; giữ vững an ninh chính trị và trật tự, an toàn xã hội. Phấn đấu đến năm 2030 các đơn vị hành chính cấp huyện, cấp xã được sắp xếp cơ bản phù hợp chiến lược phát triển kinh tế - xã hội; đáp ứng yêu cầu xây dựng nước ta trở thành một nước công nghiệp hiện đại, theo định hướng xã hội chủ nghĩa.
và mục tiêu cụ thể:
Từ năm 2019 đến năm 2021: Cơ bản hoàn thành việc sắp xếp các đơn vị hành chính cấp huyện, cấp xã chưa đạt 50% về 2 tiêu chuẩn diện tích tự nhiên và quy mô dân số. Ngoài đơn vị hành chính cấp huyện, cấp xã chưa đạt 50% của cả hai tiêu chuẩn trên, khuyến khích việc thực hiện sắp xếp các đơn vị hành chính cấp huyện, cấp xã khác theo yêu cầu của địa phương, khi bảo đảm yếu tố thuận lợi và được đa số nhân dân đồng thuận.
Ngày 25 tháng 5 năm 2016, Ủy ban Thường vụ Quốc hội ban hành Nghị quyết số 1211/2016/UBTVQH13 về tiêu chuẩn của đơn vị hành chính và phân loại đơn vị hành chính. Theo đó:
- Huyện miền núi, vùng cao: tiêu chuẩn dân số là từ 80.000 người trở lên, diện tích tự nhiên từ 850 km² trở lên; huyện loại khác từ 120.000 người và 450 km² trở lên. Số đơn vị hành chính cấp xã trực thuộc huyện có từ 16 đơn vị trở lên, trong đó có ít nhất 01 thị trấn.
- Các xã miền núi, vùng cao: tiêu chuẩn dân số là từ 5.000 người trở lên, diện tích từ 50 km² trở lên; xã loại khác từ 8.000 người và từ 30 km² trở lên.
- Thành phố thuộc tỉnh: tiêu chuẩn dân số là từ 150.000 người trở lên, diện tích từ 150 km² trở lên, số đơn vị hành chính cấp xã trực thuộc có từ 10 đơn vị trở lên, trong đó tỷ lệ số phường trên tổng số đơn vị hành chính cấp xã từ 65% trở lên.
- Thị xã: tiêu chuẩn dân số là từ 100.000 người trở lên, diện tích tự nhiên từ 200 km² trở lên, số đơn vị hành chính cấp xã trực thuộc có từ 10 đơn vị trở lên, trong đó tỷ lệ số phường trên tổng số đơn vị hành chính cấp xã từ 50% trở lên.
- Quận: dân số từ 150.000 người trở lên, diện tích tự nhiên từ 35 km² trở lên, có từ 12 phường trở lên.
- Phường: dân số phường thuộc quận từ 15.000 người trở lên; phường thuộc thành phố thuộc tỉnh từ 7.000 người trở lên; phường thuộc thị xã từ 5.000 người trở lên. Diện tích tự nhiên từ 5,5 km² trở lên.
- Thị trấn: dân số từ 8.000 người trở lên, diện tích tự nhiên từ 14 km² trở lên.

Các đơn vị hành chính đô thị còn kèm theo một số điều kiện liên quan đến đô thị hóa.
Ngày 12 tháng 3 năm 2019, Ủy ban Thường vụ Quốc hội tiếp tục ban hành Nghị quyết số 653/2019/UBTVQH14 về việc sắp xếp các đơn vị hành chính cấp huyện, cấp xã trong giai đoạn 2019–2021. Nghị quyết này có nêu nguyên tắc sắp xếp đơn vị hành chính cấp huyện, cấp xã; hướng dẫn một số trường hợp đặc biệt khi thực hiện sắp xếp. Đặc biệt, theo Nghị quyết này:
- Diện tích tự nhiên của đơn vị hành chính được xác định theo số liệu kiểm kê đất đai gần nhất của Bộ Tài nguyên và Môi trường tính đến thời điểm lập đề án sắp xếp đơn vị hành chính.
- Quy mô dân số của đơn vị hành chính được xác định theo số liệu dân số bình quân năm gần nhất do Tổng cục Thống kê công bố tính đến thời điểm lập đề án sắp xếp đơn vị hành chính.

Ngày 14 tháng 5 năm 2019, Chính phủ Việt Nam ban hành Nghị quyết số 32/NQ-CP về kế hoạch thực hiện sắp xếp các đơn vị hành chính cấp huyện, cấp xã trong giai đoạn 2019–2021, trong đó có nêu lộ trình sắp xếp.

## Các đơn vị hành chính thuộc diện phải sắp xếp lại
Theo thống kê của Bộ Nội vụ, có tới 259/713 đơn vị hành chính cấp huyện chưa đạt 50% tiêu chuẩn về diện tích tự nhiên và/hoặc quy mô dân số (chiếm 36,33%); trong đó có 199 huyện (gồm 71 huyện miền núi, vùng cao; 120 huyện đồng bằng, trung du; 8 huyện hải đảo), 21 quận, 23 thành phố thuộc tỉnh và 16 thị xã. Cấp xã cũng có tới 6.191/11.160 đơn vị chưa đạt 50% tiêu chuẩn về diện tích tự nhiên và/hoặc quy mô dân số (chiếm 55,46%); trong đó có 5.106 xã (gồm 1.922 xã miền núi vùng cao; 3.173 xã đồng bằng, trung du; 11 xã hải đảo), 794 phường (gồm 422 phường thuộc quận; 327 phường thuộc thành phố thuộc tỉnh; 45 phường thuộc thị xã) và 291 thị trấn.
Bộ Nội vụ đề xuất trong 3 năm 2019–2021 sẽ sắp xếp lại khoảng 16 quận, huyện và 637 xã, phường, thị trấn chưa đạt 50% tiêu chuẩn về diện tích tự nhiên và quy mô dân số. Sau đó, sẽ xem xét để sáp nhập 200 huyện và trên 6.000 xã có một trong hai tiêu chí diện tích hoặc dân số chưa đạt 50% tiêu chuẩn.
Theo thống kê, có 20 huyện không đạt 50% cả hai tiêu chuẩn về diện tích và dân số. Tuy nhiên, có 4 huyện hải đảo hoặc cù lao là Bạch Long Vĩ (thành phố Hải Phòng), Cồn Cỏ (Quảng Trị), Cô Tô (Quảng Ninh), và Tân Phú Đông (Tiền Giang) có vị trí địa lý cách biệt nên không sắp xếp. Có 16 đơn vị hành chính cấp huyện còn lại phải sáp nhập, bao gồm:
- Thành phố Lai Châu (Lai Châu), thành phố Điện Biên Phủ (Điện Biên)
- Thị xã Nghĩa Lộ (Yên Bái), thị xã Hồng Lĩnh (Hà Tĩnh), thị xã Quảng Trị (Quảng Trị)
- Huyện Thông Nông, Trà Lĩnh, Phục Hòa (Cao Bằng), huyện Si Ma Cai (Lào Cai), huyện Kỳ Sơn (Hòa Bình), các huyện Minh Long, Sơn Tây, Tây Trà, Trà Bồng (Quảng Ngãi), huyện Khánh Sơn (Khánh Hòa) và huyện Đầm Hà (Quảng Ninh).

Trong đó có 6 tỉnh, thành đồng ý tiến hành việc sắp xếp 7 đơn vị hành chính cấp huyện: Cao Bằng (3), Hòa Bình (1), Yên Bái (1), Điện Biên (1), Lai Châu (1), Quảng Ngãi (2). Còn 8 tỉnh, thành đề nghị chưa tiến hành việc sắp xếp 13 đơn vị hành chính cấp huyện: Tiền Giang (1), Quảng Trị (2), Quảng Ninh (2), Quảng Ngãi (2), Lào Cai (1), Khánh Hòa (1), Hải Phòng (1), Hà Tĩnh (1).
Các tỉnh có nhiều đơn vị hành chính cấp xã thuộc diện phải sáp nhập bao gồm: Thanh Hóa (71 đơn vị), Hà Tĩnh (63 đơn vị), Cao Bằng (52 đơn vị), Hòa Bình (44 đơn vị), Lạng Sơn (42 đơn vị), Thái Bình (39 đơn vị), Lào Cai (34 đơn vị), Hà Giang (33 đơn vị).
Đơn vị hành chính đầu tiên thuộc danh sách sáp nhập đã tiến hành sáp nhập là xã Kênh Giang (tỉnh Hải Dương). Ngày 10 tháng 1 năm 2019, Ủy ban thường vụ quốc hội đã phê chuẩn Nghị quyết số 623, theo đó từ ngày 1 tháng 3 năm 2019, xã Kênh Giang được sáp nhập vào xã Văn Đức của thị xã Chí Linh để thành lập phường Văn Đức, đồng thời thị xã Chí Linh cũng được chuyển thành thành phố Chí Linh trực thuộc tỉnh Hải Dương.
Theo dự kiến, 42 tỉnh, thành phải sắp xếp 623 đơn vị hành chính cấp xã. Trong đó, có 39 tỉnh, thành phố đồng ý sắp xếp 518 đơn vị cấp xã. Bên cạnh đó, có 3 tỉnh mặc dù không có xã thuộc diện phải sắp xếp nhưng vẫn thực hiện theo diện khuyến khích là Kiên Giang, Bình Thuận và Tây Ninh.
Như vậy, cùng với 134 xã khuyến khích sắp xếp và 374 xã liền kề có liên quan đến sắp xếp, tổng số đơn vị hành chính cấp xã thực hiện sắp xếp trong giai đoạn này là 1.026.

## Tiến trình chung
Trước khi Ủy ban Thường vụ Quốc hội ban hành Nghị quyết số 653/2019/UBTVQH14 về việc sắp xếp các đơn vị hành chính cấp huyện, cấp xã trong giai đoạn 2019–2021, xã Kênh Giang thuộc thị xã Chí Linh đã được sắp xếp lại theo Nghị quyết 623/NQ-UBTVQH14 ngày 10 tháng 1 năm 2019 (có hiệu lực từ ngày 1 tháng 3 năm 2019) về việc nhập 2 xã, thành lập 6 phường và thành lập thành phố Chí Linh.
Ngày 11 tháng 9 năm 2019, Ủy ban Thường vụ Quốc hội ban hành 2 nghị quyết:
- Nghị quyết số 767/NQ-UBTVQH14 về việc thành lập thị xã Sa Pa và các phường, xã thuộc thị xã Sa Pa, tỉnh Lào Cai (có hiệu lực từ ngày 1 tháng 1 năm 2020)[12]. Theo đó, sắp xếp lại 18 đơn vị hành chính của huyện Sa Pa cũ (1 thị trấn và 17 xã) để thành lập 16 đơn vị hành chính thuộc thị xã Sa Pa (6 phường và 10 xã mới), giảm 2 đơn vị hành chính cấp xã.

Nghị quyết có hiệu lực từ ngày 1 tháng 1 năm 2020, khi đó tỉnh Lào Cai giảm được 2 đơn vị hành chính cấp xã.
- Nghị quyết số 768/NQ-UBTVQH14 về việc thành lập thị xã Kinh Môn và các phường, xã thuộc thị xã Kinh Môn, tỉnh Hải Dương (có hiệu lực từ ngày 1 tháng 11 năm 2019)[13]. Trong đó, sắp xếp 4 đơn vị hành chính là các xã: Phạm Mệnh, Phúc Thành, Quang Trung và Thái Sơn.

Nghị quyết có hiệu lực từ ngày 1 tháng 11 năm 2019, khi đó tỉnh Hải Dương giảm được 2 đơn vị hành chính cấp xã.
Ngày 16 tháng 10 năm 2019, Ủy ban Thường vụ Quốc hội ban hành các nghị quyết về việc sắp xếp các đơn vị hành chính thuộc 2 tỉnh Thanh Hóa

và Hải Dương, có hiệu lực kể từ ngày 1 tháng 12 năm 2019. 
Theo đó, số đơn vị hành chính cấp xã của 2 tỉnh giảm được 103 đơn vị.
Ngoài ra, Ủy ban Thường vụ Quốc hội cũng ban hành Nghị quyết 787/NQ-UBTVQH14 về việc thành lập 3 phường từ 3 xã thuộc thành phố Bắc Ninh, tỉnh Bắc Ninh.
Ngày 21 tháng 11 năm 2019, Ủy ban Thường vụ Quốc hội ban hành các nghị quyết về việc sắp xếp các đơn vị hành chính thuộc 8 tỉnh: 
Bắc Giang, Thái Nguyên, 
Điện Biên, 
Tuyên Quang, 
Phú Yên, 
Lạng Sơn, 
Hà Tĩnh, 
Bình Thuận, 
có hiệu lực kể từ ngày 1 tháng 1 năm 2020.
Theo đó, số đơn vị hành chính cấp xã của các tỉnh giảm được 104 đơn vị.
Ngày 17 tháng 12 năm 2019, Ủy ban Thường vụ Quốc hội ban hành các nghị quyết về việc sắp xếp các đơn vị hành chính thuộc 11 tỉnh: 
Hà Giang, 
Phú Thọ, 
Hà Nam, 
Hòa Bình, 
Nghệ An, 
Quảng Trị, 
Lâm Đồng, 
Thừa Thiên Huế, 
Long An, 
Đồng Tháp, 
Quảng Ninh, 
có hiệu lực kể từ ngày 1 tháng 1 năm 2020.
Theo đó, số đơn vị hành chính cấp huyện sẽ giảm được 2 đơn vị và số đơn vị hành chính cấp xã của các tỉnh giảm được 182 đơn vị. Số đơn vị hành chính cấp xã trên cả nước còn lại 10.767 đơn vị. 
Các đơn vị hành chính cấp huyện được sắp xếp, sáp nhập gồm: huyện Kỳ Sơn, tỉnh Hòa Bình sáp nhập vào thành phố Hòa Bình; huyện Hoành Bồ, tỉnh Quảng Ninh sáp nhập vào thành phố Hạ Long. Đồng thời, thành lập thị xã Duy Tiên trên cơ sở toàn bộ diện tích và dân số của huyện Duy Tiên, tỉnh Hà Nam.
Ngoài ra, Ủy ban Thường vụ Quốc hội cũng ban hành Nghị quyết 835/NQ-UBTVQH14 về việc thành lập phường Quảng Thành thuộc thị xã Gia Nghĩa và thành lập thành phố Gia Nghĩa thuộc tỉnh Đắk Nông.
Ngày 10 tháng 1 năm 2020, Ủy ban Thường vụ Quốc hội ban hành các nghị quyết về việc sắp xếp và thành lập mới các đơn vị hành chính thuộc 17 tỉnh, thành phố, gồm: 
Bắc Kạn, 
Bến Tre, 
Nam Định, 
Gia Lai, 
Vĩnh Long, 
Ninh Bình, 
Quảng Bình, 
Quảng Nam, 
Cao Bằng (trừ đề án sáp nhập huyện Trà Lĩnh vào huyện Trùng Khánh và đề án sáp nhập huyện Phục Hòa với huyện Quảng Uyên), 
Tây Ninh, 
Lai Châu, 
Quảng Ngãi, 
Vĩnh Phúc, 
Hậu Giang, 
Tiền Giang, 
Yên Bái 
và Hải Phòng; có hiệu lực kể từ ngày 1 tháng 2 năm 2020.
Các đơn vị hành chính cấp huyện được sắp xếp, sáp nhập gồm: huyện Hòa Thành chuyển thành thị xã Hòa Thành; sáp nhập huyện Tây Trà vào huyện Trà Bồng; sáp nhập một phần diện tích và dân số của huyện Văn Chấn, tỉnh Yên Bái vào thị xã Nghĩa Lộ cùng tỉnh.
Đồng thời, huyện Trảng Bàng, tỉnh Tây Ninh chuyển thành thị xã Trảng Bàng, thành lập thị xã Đức Phổ trên cơ sở toàn bộ diện tích và dân số của huyện Đức Phổ, tỉnh Quảng Ngãi.
Bên cạnh đó, thành lập mới một số đơn vị hành chính đô thị thuộc tỉnh Bình Dương theo Nghị quyết số 857/NQ-UBTVQH14.
Ngày 11 tháng 2 năm 2020, Ủy ban Thường vụ Quốc hội ban hành các nghị quyết về việc sắp xếp các đơn vị hành chính thuộc 6 tỉnh, thành phố, gồm: 
Thái Bình

; 
Cần Thơ

, 
Khánh Hòa

, 
Hà Nội

, 
Lào Cai

, 
Cao Bằng 

, 
có hiệu lực kể từ ngày 1 tháng 3 năm 2020.
Các đơn vị hành chính cấp huyện được sắp xếp, sáp nhập gồm: sáp nhập huyện Trà Lĩnh (trừ xã Quốc Toản) vào huyện Trùng Khánh, sáp nhập huyện Phục Hòa, huyện Quảng Uyên và xã Quốc Toản, huyện Trà Lĩnh thành huyện Quảng Hòa, tỉnh Cao Bằng.
Ngày 9 tháng 12 năm 2020, Ủy ban Thường vụ Quốc hội ban hành các nghị quyết về việc sắp xếp các đơn vị hành chính thuộc thành phố Hồ Chí Minh và tỉnh Kiên Giang.
Theo đó, tại Thành phố Hồ Chí Minh, tiến hành sáp nhập Quận 2, Quận 9 và quận Thủ Đức để thành lập thành phố Thủ Đức, số đơn vị hành chính cấp huyện giảm 2 đơn vị; đồng thời, sáp nhập các phường trên địa bàn một số quận, giảm 10 đơn vị hành chính cấp xã. Nghị quyết có hiệu lực kể từ ngày 1 tháng 1 năm 2021.
Tại tỉnh Kiên Giang, tiến hành sáp nhập xã Hòn Thơm vào thị trấn An Thới để thành lập phường An Thới đồng thời với việc thành lập thành phố Phú Quốc, giảm 1 đơn vị hành chính cấp xã. Nghị quyết có hiệu lực kể từ ngày 1 tháng 1 năm 2021.
Bên cạnh đó, thành lập các đơn vị hành chính đô thị ở các tỉnh An Giang, Bình Dương và Thanh Hóa.
Ngày 27 tháng 4 năm 2021, Ủy ban Thường vụ Quốc hội ban hành nghị quyết về việc điều chỉnh địa giới và sắp xếp các đơn vị hành chính thuộc thành phố Huế, tỉnh Thừa Thiên Huế. Số đơn vị hành chính cấp xã giảm được là 4 đơn vị.

## Phương án và kết quả sắp xếp, sáp nhập đơn vị hành chính

### Đông Bắc Bộ

#### Tỉnh Hà Giang
Tỉnh Hà Giang có 15 xã với diện tích tự nhiên và quy mô dân số chưa đạt 50% theo quy định. 
Tuy nhiên, tỉnh này đề nghị chưa tiến hành sắp xếp 12 xã trong giai đoạn 2019 - 2020; chỉ sắp xếp 3 xã có 2 tiêu chí về diện tích tự nhiên và quy mô dân số chưa đạt 50% theo quy định gồm xã Nậm Dịch, Bản Péo, Trung Thịnh và 1 xã theo diện khuyến khích là xã Ngán Chiên.
Theo Nghị quyết số 827/NQ-UBTVQH14 ngày 17/12/2019 của Ủy ban thường vụ Quốc hội, kể từ ngày 01 tháng 01 năm 2020, xã Bản Péo thuộc huyện Hoàng Su Phì được sáp nhập vào xã Nậm Dịch cùng huyện, xã Ngán Chiên thuộc huyện Xín Mần được sáp nhập vào xã Trung Thịnh cùng huyện.

Các đơn vị chưa thực hiện sắp xếp trong giai đoạn 2019 - 2020 bao gồm: xã Lũng Thầu thuộc huyện Đồng Văn, xã Xín Chải thuộc huyện Vị Xuyên, các xã Xín Mần và Cốc Rế thuộc huyện Xín Mần và các xã Thèn Chu Phìn, Thàng Tín, Đản Ván, Ngàm Đăng Vài, Sán Sả Hồ, Tả Sử Choóng, Nàng Đôn, Pờ Ly Ngài thuộc huyện Hoàng Su Phì.
Sau khi sắp xếp, tỉnh Hà Giang có 193 ĐVHC (175 xã, 13 thị trấn và 5 phường), giảm 2 đơn vị hành chính cấp xã.

#### Tỉnh Tuyên Quang
Theo Nghị quyết số 816/NQ-UBTVQH14 ngày 21/11/2019 của Ủy ban thường vụ Quốc hội, kể từ ngày 01 tháng 01 năm 2020, tỉnh Tuyên Quang tiến hành sắp xếp, sáp nhập các ĐVHC cấp xã như sau:
- Huyện Sơn Dương: sáp nhập xã Tuân Lộ và Thanh Phát thành xã Tân Thanh, xã Sầm Dương và Lâm Xuyên thành xã Trường Sinh.
- Thành phố Tuyên Quang: chuyển các xã Kim Phú, Phú Lâm, thị trấn Tân Bình từ huyện Yên Sơn vào thành phố Tuyên Quang, điều chỉnh một phần diện tích và dân số của xã Phú Lâm vào xã Kim Phú; đồng thời thành lập phường Đội Cấn trên cơ sở sáp nhập thị trấn Tân Bình với xã Đội Cấn, thành lập phường Mỹ Lâm trên cơ sở xã Phú Lâm, thành lập phường An Tường trên cơ sở xã An Tường.

Sau khi sắp xếp, tỉnh Tuyên Quang có 138 ĐVHC cấp xã (124 xã, 10 phường và 4 thị trấn), giảm 3 đơn vị.

#### Tỉnh Cao Bằng
Về cấp huyện, tỉnh Cao Bằng tiến hành sáp nhập:
- Huyện Thông Nông vào huyện Hà Quảng thành huyện Hà Quảng (diện tích 812,14 km², dân số 59.400 người, gồm 19 xã và 2 thị trấn)
- 9/10 xã của huyện Trà Lĩnh vào huyện Trùng Khánh thành huyện Trùng Khánh
- Xã Quốc Toản (huyện Trà Lĩnh), và huyện Phục Hòa vào huyện Quảng Uyên thành huyện Quảng Hòa.[78]

Huyện Thông Nông được chia tách từ huyện Hà Quảng vào tháng 4 năm 1966; huyện Quảng Uyên và huyện Phục Hòa từng được sáp nhập thành huyện Quảng Hòa trong thời kỳ từ tháng 3 năm 1967 đến tháng 12 năm 2001; các huyện Trùng Khánh và Trà Lĩnh vào thời Hậu Lê là châu Thượng Lang, phủ Cao Bằng và đến năm Minh Mệnh thứ 15 là huyện Thượng Lang, tỉnh Cao Bằng.
Về cấp xã, số đơn vị hành chính cấp xã chưa đạt 50% của 2 tiêu chí là 52, tiến hành sáp nhập với 19 đơn vị hành chính cấp xã liền kề để thành lập mới 35 đơn vị hành chính cấp xã; điều chỉnh địa giới hành chính, sáp nhập 9 đơn vị hành chính cấp xã không thuộc diện sắp xếp để thành lập mới 5 đơn vị hành chính cấp xã; sau sắp xếp, tỉnh có 161 đơn vị hành chính cấp xã, giảm 38 xã..
Theo Nghị quyết số 864/NQ-UBTVQH14 ngày 10/01/2020 của Ủy ban thường vụ Quốc hội, kể từ ngày 01 tháng 02 năm 2020, tỉnh Cao Bằng tiến hành sắp xếp, sáp nhập các ĐVHC như sau:
- Huyện Bảo Lâm: sáp nhập xã Tân Việt vào xã Nam Quang. Sau khi sắp xếp, huyện giảm 1 xã.
- Huyện Hạ Lang: sáp nhập xã Thái Đức và Việt Chu thành xã Thống Nhất. Sau khi sắp xếp, huyện giảm 1 xã.
- Huyện Hòa An: sáp nhập xã Công Trừng vào xã Trương Lương; xã Hà Trì vào xã Quang Trung; xã Trưng Vương vào xã Nguyễn Huệ; 19 xóm của xã Bế Triều, 3 xóm của xã Đức Long, 5 xóm của xã Bình Long và 8 xóm của xã Hồng Việt vào thị trấn Nước Hai; các xóm còn lại của xã Bình Long vào xã Hồng Việt; xã Đức Xuân, 2 xóm của xã Bế Triều vào xã Đại Tiến. Sau khi sắp xếp, huyện giảm 6 xã.
- Huyện Nguyên Bình: sáp nhập xã Thái Học, Minh Thanh và một phần xã Bắc Hợp thành xã Vũ Minh; xã Lang Môn và phần còn lại của xã Bắc Hợp vào xã Minh Tâm. Sau khi sắp xếp, huyện giảm 3 xã.
- Huyện Phục Hòa: sáp nhập xã Triệu Ẩu và một phần xã Hồng Đại thành xã Bế Văn Đàn; phần còn lại của xã Hồng Đại vào xã Cách Linh; xã Lương Thiện vào thị trấn Hòa Thuận. Sau khi sắp xếp, huyện giảm 2 xã.
- Huyện Quảng Uyên: sáp nhập xã Quốc Phong vào thị trấn Quảng Uyên; xã Đoài Khôn vào xã Tự Do; xã Hoàng Hải vào xã Ngọc Động; xã Hồng Định vào xã Hạnh Phúc; xã Bình Lăng vào xã Độc Lập; xã Quốc Dân vào xã Phúc Sen. Sau sắp xếp, huyện giảm 6 xã.
- Huyện Thạch An: sáp nhập xã Thị Ngân vào xã Vân Trình; xã Danh Sỹ vào xã Lê Lợi. Sau khi sắp xếp, huyện giảm 2 xã.
- Huyện Trà Lĩnh: đổi tên thị trấn Hùng Quốc thành thị trấn Trà Lĩnh; sáp nhập xã Lưu Ngọc vào xã Quang Vinh; xã Cô Mười vào xã Quang Hán. Sau khi sắp xếp, huyện giảm 2 xã.
- Huyện Trùng Khánh: sáp nhập xã Đình Minh vào thị trấn Trùng Khánh; xã Cảnh Tiên vào xã Đức Hồng; xã Lăng Yên vào xã Lăng Hiếu; xã Ngọc Chung vào xã Khâm Thành; 3 xã Thông Huề, Đoài Côn, Thân Giáp thành xã Đoài Dương. Sau khi sắp xếp, huyện giảm 6 đơn vị hành chính.
- Huyện Thông Nông: sáp nhập xã Bình Lãng vào xã Thanh Long; xã Vị Quang vào xã Cần Yên. Sau sắp xếp, huyện giảm 2 xã.
- Huyện Hà Quảng: sáp nhập xã Đào Ngạn và Phù Ngọc thành xã Ngọc Đào; xã Vần Dính vào xã Thượng Thôn; xã Sỹ Hai vào xã Hồng Sỹ; xã Nà Sác vào xã Trường Hà; xã Hạ Thôn vào xã Mã Ba; xã Vân An vào xã Cải Viên; xã Kéo Yên vào xã Lũng Nặm. Huyện giảm 7 xã sau sắp xếp.

Đồng thời, nhập toàn bộ 357,38 km² diện tích tự nhiên, 24.441 người của huyện Thông Nông vào huyện Hà Quảng. Sau khi nhập, huyện Hà Quảng có 810,96 km² diện tích tự nhiên và quy mô dân số 59.467 người.
Ngày 11 tháng 2 năm 2020, Ủy ban thường vụ Quốc hội ban hành Nghị quyết số 897/NQ-UBTVQH14 sáp nhập huyện Trà Lĩnh và huyện Trùng Khánh, huyện Phục Hòa và huyện Quảng Uyên, có hiệu lực kể từ ngày 1 tháng 3 năm 2020.
Sau khi sắp xếp, tỉnh Cao Bằng có 161 ĐVHC (139 xã, 14 thị trấn, 8 phường), giảm 38 đơn vị.

#### Tỉnh Lạng Sơn
Từ ngày 1 tháng 1 năm 2020, tỉnh Lạng Sơn tiến hành sắp xếp 51 ĐVHC cấp xã thuộc 9/11 đơn vị cấp huyện trên địa bàn tỉnh. Tổng số đơn vị hành chính cấp xã sau sắp xếp là 200 đơn vị, giảm 26 đơn vị so với trước khi sắp xếp (181 xã, 14 thị trấn và 5 phường).
Danh sách các đơn vị hành chính đã sắp xếp:
- Huyện Tràng Định: giải thể xã Bắc Ái; sáp nhập 4 thôn: Pò Có, Khuổi Vai, Cốc Slầy, Pò Muổng của xã Bắc Ái vào xã Đề Thám; 6 thôn: Hang Dường, Kéo Sách, Pò Đoỏng, Khau Luông, Khuổi Chiếp, Khuổi Âu của xã Bắc Ái vào xã Kim Đồng
- Huyện Cao Lộc: sáp nhập xã Song Giáp vào xã Bình Trung
- Huyện Văn Lãng: sáp nhập xã Nam La vào xã Hội Hoan; giải thể 3 xã Tân Lang, Tân Việt và xã Trùng Quán; nhập thôn Thanh Hảo và một phần thôn Bó Củng (xã Tân Lang), 7 thôn thuộc xã Trùng Quán (Đoàn Kết, Lũng Thuông, Tồng Kịt, Nà Mành, Nà Liệt, Lũng Vài, Bản Vạc), 4 thôn (Nà Cạn, Khòn Búm, Bó Mịn, Nà Là) và một phần thôn Bản Quan thuộc xã Tân Việt, và toàn bộ xã An Hùng thành xã Bắc Hùng; nhập 5 thôn (Kéo Van, Pò Lâu, Tà Coóc, Khun Roọc, Bản Làng) và một phần thôn Bó Củng thuộc xã Tân Lang, 6 thôn thuộc xã Trùng Quán (Pàn Kinh, Nà Chồng, Pà Danh, Bản Gioong, Khun Gioong, Nà Chi) và 2 thôn (Nà Lẹng, Pá Mỵ) và một phần thôn Bản Quan thuộc xã Tân Việt thành xã Bắc Việt; nhập 3 thôn thuộc xã Tân Lang (Tân Hội, Nà Cưởm, Nà Chà) và 5 thôn thuộc xã Hoàng Việt (Thâm Mè A, Thâm Mè B, Khun Slam, Nà Khách, Lũng Cùng) vào thị trấn Na Sầm
- Huyện Lộc Bình: sáp nhập xã Lục Thôn vào thị trấn Lộc Bình, sáp nhập 3 xã Bằng Khánh, Xuân Lễ và Xuân Mãn thành xã Khánh Xuân, sáp nhập xã Quan Bản và xã Đông Quan thành xã Đông Quan, sáp nhập xã Hiệp Hạ và xã Minh Phát thành xã Minh Hiệp, sáp nhập 4 xã Xuân Tình, Như Khuê, Vân Mộng và Nhượng Bạn thành xã Thống Nhất
- Huyện Bắc Sơn: sáp nhập xã Hữu Vĩnh vào thị trấn Bắc Sơn, sáp nhập xã Quỳnh Sơn và xã Bắc Sơn thành xã Bắc Quỳnh
- Huyện Bình Gia: sáp nhập xã Tô Hiệu và 2 thôn thuộc xã Hoàng Văn Thụ (Tòng Chu 1, Tòng Chu 2) vào thị trấn Bình Gia
- Huyện Văn Quan: sáp nhập 3 xã Phú Mỹ, Việt Yên và Vân Mộng thành xã Liên Hội; 3 xã Chu Túc, Đại An và Tràng Sơn thành xã An Sơn; giải thể 2 xã Vĩnh Lại và Xuân Mai; sáp nhập xã Văn An, xã Song Giang và 3 thôn thuộc xã Vĩnh Lại (Nảm Lải, Nà Bung, Nà Sùng) thành xã Điềm He; sáp nhập 5 thôn thuộc xã Xuân Mai (Cưởm Trên, Cưởm Dưới, Bản Dạ, Khòn Đon, Khòn Khẻ) vào xã Bình Phúc; sáp nhập thôn Bản Coóng thuộc xã Xuân Mai và 2 thôn thuộc xã Vĩnh Lại (Nà Lộc, Bản Bác) vào thị trấn Văn Quan
- Huyện Chi Lăng: sáp nhập xã Quang Lang vào thị trấn Đồng Mỏ
- Huyện Hữu Lũng: sáp nhập xã Đô Lương vào xã Vân Nham, sáp nhập xã Thiện Kỵ và Tân Lập thành xã Thiện Tân.

Tỉnh Lạng Sơn đề nghị chưa tiến hành sắp xếp 10 ĐVHC cấp xã, bao gồm: xã Mẫu Sơn (huyện Cao Lộc), xã Liên Sơn (huyện Chi Lăng), xã Tân Lập, xã Chiêu Vũ (huyện Bắc Sơn), xã Khánh Khê, xã Đồng Giáp, xã Tràng Các, xã Hòa Bình (huyện Văn Quan), xã Nhạc Kỳ và xã Hồng Thái (huyện Văn Lãng).

#### Tỉnh Bắc Kạn
Tỉnh Bắc Kạn có có 23/122 ĐVHC cấp xã nằm trong diện sắp xếp lại, tiến hành sắp xếp 30 đơn vị hành chính cấp xã (trong đó có 22 đơn vị thuộc diện bắt buộc, trừ xã Cẩm Giàng), theo đó:
- Huyện Ngân Sơn: sáp nhập xã Hương Nê và xã Lãng Ngâm thành xã Hiệp Lực
- Huyện Ba Bể: sáp nhập xã Cao Trĩ vào xã Thượng Giáo
- Huyện Na Rì: sáp nhập 6 thôn của xã Lương Hạ (gồm: Pò Đồn, Đồn Tắm, Nà Hin, Nà Lẹng, Khuổi Nằn 1, Khuổi Nằn 2) vào thị trấn Yến Lạc; sáp nhập xã Ân Tình và xã Lạng San thành xã Văn Lang; xã Hữu Thác và xã Hảo Nghĩa thành xã Trần Phú; xã Lam Sơn và xã Lương Thành thành xã Sơn Thành; sáp nhập thôn Nà Tát (xã Văn Học) và thôn Nà Sang, Nà Khun (xã Lương Hạ) vào xã Cường Lợi; sáp nhập 7 thôn của xã Văn Học (gồm: Nà Ca, Pò Phjeo, Thôm Bả, Pò Rản, Pò Lải, Pò Cạu, Nà Cằm) vào xã Vũ Loan thành xã Văn Vũ
- Huyện Bạch Thông: sáp nhập xã Hà Vị và xã Quân Bình thành xã Quân Hà; xã Phương Linh vào thị trấn Phủ Thông; xã Tân Tiến và xã Tú Trĩ thành xã Tân Tú
- Huyện Chợ Đồn: sáp nhập xã Đông Viên và xã Rã Bản thành xã Đồng Thắng; sáp nhập 1 thôn Bản Cưa (xã Phong Huân) vào xã Bằng Lãng; sáp nhập 5 thôn (Nà Tấc, Pác Cộp, Nà Chợ, Nà Mạng, Khuổi Xỏm) thuộc xã Phong Huân vào xã Yên Nhuận thành xã Yên Phong
- Huyện Chợ Mới: sáp nhập xã Nông Thịnh và xã Thanh Bình thành xã Thanh Thịnh; thị trấn Chợ Mới và xã Yên Đĩnh thành thị trấn Đồng Tâm.

Số lượng ĐVHC cấp xã sau khi thực hiện sắp xếp là 108 đơn vị, gồm 96 xã, 6 thị trấn và 6 phường.

#### Tỉnh Thái Nguyên
Tỉnh Thái Nguyên sắp xếp 4 đơn vị hành chính có diện tích tự nhiên và quy mô dân số chưa đạt 50% tiêu chuẩn quy định.
Danh sách các đơn vị hành chính đã sắp xếp:
- Huyện Định Hóa: sáp nhập xã Kim Sơn và xã Kim Phượng thành xã Kim Phượng
- Thành phố Sông Công: sáp nhập xã Vinh Sơn và phường Lương Châu thành phường Châu Sơn.

Sau khi sắp xếp, tỉnh Thái Nguyên có 178 ĐVHC (137 xã, 32 phường và 9 thị trấn), giảm 2 đơn vị.

#### Tỉnh Bắc Giang
Từ ngày 1 tháng 1 năm 2020, tỉnh Bắc Giang tiến hành sắp xếp lại 40 ĐVHC trên 230 ĐVHC cấp xã, sau sắp xếp giảm 21 ĐVHC xã.
Danh sách các đơn vị hành chính đã sắp xếp:
- Huyện Sơn Động: sáp nhập xã Thạch Sơn và Phúc Thắng thành xã Phúc Sơn, sáp nhập xã Vĩnh Khương và An Lập thành xã Vĩnh An, sáp nhập xã Bồng Am vào xã Tuấn Đạo, sáp nhập xã Chiên Sơn và Quế Sơn thành xã Đại Sơn, sáp nhập xã An Châu vào thị trấn An Châu, sáp nhập xã Tuấn Mậu và thị trấn Thanh Sơn thành thị trấn Tây Yên Tử
- Huyện Lục Ngạn: sáp nhập xã Nghĩa Hồ vào thị trấn Chũ
- Huyện Lục Nam: sáp nhập thị trấn Lục Nam và xã Tiên Hưng vào thị trấn Đồi Ngô
- Huyện Lạng Giang: sáp nhập xã Tân Thịnh vào thị trấn Kép, xã Phi Mô vào thị trấn Vôi
- Huyện Yên Thế: sáp nhập xã Phồn Xương và thị trấn Cầu Gồ thành thị trấn Phồn Xương, sáp nhập xã Bố Hạ vào thị trấn Bố Hạ
- Huyện Tân Yên: sáp nhập xã Nhã Nam vào thị trấn Nhã Nam, sáp nhập xã Cao Thượng vào thị trấn Cao Thượng
- Huyện Việt Yên: sáp nhập xã Bích Sơn vào thị trấn Bích Động, sáp nhập xã Hoàng Ninh vào thị trấn Nếnh
- Huyện Hiệp Hòa: sáp nhập xã Đức Thắng vào thị trấn Thắng
- Huyện Yên Dũng: sáp nhập các xã Thắng Cương, Nham Sơn và thị trấn Neo thành thị trấn Nham Biền, sáp nhập xã Tân An và thị trấn Tân Dân thành thị trấn Tân An.

Sau khi sắp xếp, tỉnh Bắc Giang có 209 ĐVHC (184 xã, 15 thị trấn và 10 phường), giảm 21 đơn vị.

#### Tỉnh Quảng Ninh
Tỉnh Quảng Ninh tiến hành sáp nhập 9 ĐVHC xã trực thuộc 5 huyện, thành phố. Theo đó, từ ngày 1 tháng 1 năm 2020:
- Huyện Hải Hà: sáp nhập 3 xã Phú Hải, Quảng Trung, Quảng Điền vào thị trấn Quảng Hà; xã Quảng Thắng vào xã Quảng Minh; xã Tiến Tới vào xã Đường Hoa
- Huyện Bình Liêu: sáp nhập xã Tình Húc vào thị trấn Bình Liêu
- Huyện Tiên Yên: sáp nhập xã Đại Thành vào xã Đại Dực
- Huyện Đầm Hà: sáp nhập xã Quảng Lợi vào xã Quảng Tân
- Thành phố Uông Bí: sáp nhập xã Điền Công vào phường Trưng Vương.

Ngoài ra, tỉnh Quảng Ninh cũng tiến hành sáp nhập huyện Hoành Bồ vào thành phố Hạ Long (thuộc diện khuyến khích). Trong đó, thị trấn Trới trở thành phường Hoành Bồ thuộc thành phố Hạ Long theo Luật tổ chức chính quyền địa phương.
Sau khi sắp xếp, tỉnh Quảng Ninh có 13 đơn vị hành chính cấp huyện, giảm 1 đơn vị; 177 ĐVHC cấp xã (98 xã, 72 phường và 7 thị trấn), giảm 9 đơn vị.

#### Tỉnh Phú Thọ
Tỉnh Phú Thọ có 277 ĐVHC cấp xã, gồm 248 xã, 18 phường và 11 thị trấn; trong đó có 40 xã chưa đạt 50% cả hai tiêu chuẩn về diện tích tự nhiên và dân số. Tỉnh Phú Thọ thực hiện sắp xếp 80 ĐVHC cấp xã (75 xã, 4 phường và 1 thị trấn) thuộc 10 ĐVHC cấp huyện.
Từ ngày 1 tháng 1 năm 2020, sau khi thực hiện sắp xếp, tỉnh Phú Thọ còn lại 225 ĐVHC cấp xã, gồm 197 xã, 11 thị trấn và 17 phường, giảm 52 ĐVHC cấp xã. Theo đó:
- Huyện Hạ Hòa: sáp nhập 4 xã Hậu Bổng, Liên Phương, Đan Hà, Đan Thượng thành xã Đan Thượng; 3 xã Y Sơn, Lệnh Khanh, Phụ Khánh thành xã Tứ Hiệp, 3 xã Quân Khê, Hiền Lương, Động Lâm thành xã Hiền Lương, 3 xã Lâm Lợi, Xuân Áng, Chuế Lưu thành xã Xuân Áng; 3 xã Vụ Cầu, Mai Tùng, Vĩnh Chân thành xã Vĩnh Chân; 3 xã Cáo Điền, Chính Công, Yên Kỳ thành xã Yên Kỳ.
- Huyện Cẩm Khê: sáp nhập 3 xã Đồng Cam, Phương Xá, Phùng Xá thành xã Minh Tân; 3 xã Thanh Nga, Sơn Nga, Sai Nga và thị trấn Sông Thao thành thị trấn Cẩm Khê; 3 xã Hiền Đa, Cát Trù, Tình Cương thành xã Hùng Việt.
- Huyện Thanh Ba: sáp nhập 3 xã Hanh Cù, Yển Khê, Thanh Vân thành xã Hanh Cù; 3 xã Phương Lĩnh, Vũ Yển, Mạn Lạn thành xã Mạn Lạn; 3 xã Quảng Nạp, Thái Ninh, Năng Yên thành xã Quảng Yên; 3 xã Thanh Xá, Yên Nội, Hoàng Cương thành xã Hoàng Cương.
- Huyện Tam Nông: sáp nhập 3 xã Hồng Đà, Dậu Dương, Thượng Nông thành xã Dân Quyền; 3 xã Phương Thịnh, Hùng Đô, Tứ Mỹ thành xã Lam Sơn; 3 xã Tam Cường, Văn Lương, Cổ Tiết thành xã Vạn Xuân; 3 xã Vực Trường, Xuân Quang, Hương Nha thành xã Bắc Sơn.
- Huyện Đoan Hùng: sáp nhập 3 xã Đông Khê, Hùng Quan, Nghinh Xuyên thành xã Hùng Xuyên; 3 xã Phú Thứ, Đại Nghĩa, Hữu Đô thành xã Hợp Nhất; 3 xã Phương Trung, Quế Lâm, Phong Phú thành xã Phú Lâm.
- Huyện Phù Ninh: sáp nhập 3 xã Vĩnh Phú, Bình Bộ, Tử Đà thành xã Bình Phú.
- Huyện Lâm Thao: sáp nhập 3 xã Hợp Hải, Kinh Kệ, Sơn Dương thành xã Phùng Nguyên.
- Huyện Thanh Thủy: sáp nhập 3 xã Trung Thịnh, Đồng Luận, Trung Nghĩa thành xã Đồng Trung; 3 xã Phượng Mao, Yến Mao, Tu Vũ thành xã Tu Vũ.
- Thị xã Phú Thọ: giải thể phường Trường Thịnh, sáp nhập vào xã Thanh Minh, phường Phong Châu, và phường Hùng Vương.
- Thành phố Việt Trì: sáp nhập xã Tân Đức vào phường Minh Nông.

Tỉnh Phú Thọ đề nghị chưa thực hiện sắp xếp xã Nga Hoàng, huyện Yên Lập vì đây là xã trọng yếu về quốc phòng.

### Tây Bắc Bộ

#### Tỉnh Yên Bái
Tỉnh Yên Bái tiến hành sắp xếp, sáp nhập 14 đơn vị hành chính cấp xã không đủ tiêu chí theo quy định.
- Huyện Văn Yên: sáp nhập xã Hoàng Thắng vào xã Xuân Ái, xã Yên Hưng vào xã Yên Thái
- Huyện Trấn Yên: sáp nhập xã Minh Tiến vào xã Y Can
- Huyện Yên Bình: sáp nhập xã Tích Cốc vào xã Cảm Nhân, xã Văn Lãng vào xã Phú Thịnh
- Thành phố Yên Bái: sáp nhập xã Phúc Lộc vào xã Giới Phiên; xã Văn Tiến vào xã Văn Phú
- Huyện Văn Chấn: thành lập thị trấn Sơn Thịnh từ xã Sơn Thịnh.

Ngoài ra, tỉnh Yên Bái cũng điều chỉnh 6 xã, 1 thị trấn nông trường của huyện Văn Chấn vào thị xã Nghĩa Lộ, bao gồm các xã: Phù Nham, Sơn A, Hạnh Sơn, Phúc Sơn, Thanh Lương, Thạch Lương và thị trấn Nông trường Nghĩa Lộ (chuyển thành xã Nghĩa Lộ).
Sau khi sắp xếp, tỉnh Yên Bái có 173 ĐVHC (150 xã, 13 phường và 10 thị trấn) giảm 7 đơn vị.

#### Tỉnh Lào Cai
Về cấp huyện, huyện Si Ma Cai tuy không đạt 50% cả hai tiêu chuẩn về diện tích và dân số nhưng chưa thực hiện sắp xếp.
Về cấp xã, tỉnh Lào Cai tiến hành sắp xếp 19 đơn vị hành chính gồm 16 xã, 2 phường và 1 thị trấn.
- Thành phố Lào Cai: sáp nhập phường Phố Mới vào phường Lào Cai.
- Huyện Bắc Hà: sáp nhập xã Bản Già vào xã Tả Củ Tỷ; sáp nhập xã Lầu Thí Ngài vào xã Lùng Phình
- Huyện Bảo Thắng: sáp nhập xã Phố Lu và thị trấn Phố Lu
- Huyện Bảo Yên: sáp nhập xã Long Phúc và xã Long Khánh thành xã Phúc Khánh.
- Huyện Bát Xát: Sáp nhập xã Ngải Thầu vào xã A Lù.
- Huyện Văn Bàn: sáp nhập xã Văn Sơn vào xã Võ Lao.
- Huyện Si Ma Cai: sáp nhập 3 xã Quan Thần Sán, Cán Hồ, và Mản Thẩn thành xã Quan Hồ Thẩn; sáp nhập xã Lử Thẩn và xã Lùng Sui thành xã Lùng Thẩn.

Sau khi sắp xếp, tỉnh Lào Cai có 152 ĐVHC (128 xã, 16 phường và 8 thị trấn) giảm 10 đơn vị.
Ngoài ra tỉnh Lào Cai còn tiến hành điều chỉnh địa giới hành chính các huyện Bát Xát và Bảo Thắng để mở rộng thành phố Lào Cai, điều chỉnh địa giới hành chính một số phường, xã để thành lập các phường, xã mới; đề án mở rộng các thị trấn Bát Xát, Tằng Loỏng và đề án thành lập thị trấn Si Ma Cai.

#### Tỉnh Lai Châu
Tỉnh Lai Châu có một ĐVHC cấp huyện chưa đạt 50% tiêu chí về diện tích tự nhiên và quy mô dân số là thành phố Lai Châu.
Ở cấp xã, xã Sùng Phài (huyện Tam Đường) sáp nhập với xã Nậm Loỏng (thành phố Lai Châu) để thành lập xã Sùng Phài thuộc thành phố Lai Châu. Sáp nhập xã Ma Li Chải và xã Sì Lở Lầu thuộc huyện Phong Thổ thành xã Sì Lở Lầu.
Sau khi sắp xếp, tỉnh Lai Châu có 106 ĐVHC cấp xã (94 xã, 7 thị trấn và 5 phường), giảm 2 đơn vị.

#### Tỉnh Điện Biên
Từ ngày 1 tháng 1 năm 2020, tỉnh Điện Biên mở rộng thành phố Điện Biên Phủ trên cơ sở sáp nhập toàn bộ diện tích tự nhiên và dân số 4 xã Nà Tấu, Nà Nhạn, Mường Phăng, Pá Khoang, và một phần diện tích tự nhiên và dân số của 2 xã Thanh Luông, Thanh Hưng thuộc huyện Điện Biên vào thành phố Điện Biên Phủ. Đồng thời, sáp nhập xã Tà Lèng và xã Thanh Minh để thành lập xã Thanh Minh. Sau khi sắp xếp, thành phố Điện Biên Phủ có diện tích 308,18 km², dân số 80.366 người và có 12 đơn vị hành chính cấp xã trực thuộc; huyện Điện Biên có 93.850 người, diện tích 1.396,26 km² và 21 đơn vị hành chính cấp xã trực thuộc. 
Đồng thời, mở rộng thị trấn Tủa Chùa (huyện Tủa Chùa) trên cơ sở sáp nhập 11,91 km² diện tích tự nhiên và 4.255 người của xã Mường Báng vào thị trấn Tủa Chùa.
Sau khi sắp xếp, tỉnh Điện Biên có 129 ĐVHC (115 xã, 9 phường và 5 thị trấn) giảm 1 đơn vị.

#### Tỉnh Hòa Bình
Về cấp huyện, huyện Kỳ Sơn, tỉnh Hòa Bình không đạt 50% cả hai tiêu chuẩn về diện tích và dân số. 
Từ ngày 1 tháng 1 năm 2020, thực hiện sáp nhập toàn bộ dân số, diện tích huyện Kỳ Sơn vào thành phố Hòa Bình.
Về cấp xã, tỉnh Hòa Bình tiến hành sắp xếp các ĐVHC cấp xã như sau.
- Thành phố Hòa Bình (sau khi sáp nhập với huyện Kỳ Sơn): sáp nhập một phần xã Thái Thịnh (2 xóm Vôi và Tháu) vào phường Thái Bình (diện tích 9,85 km², dân số 5.809 người); phần còn lại của xã Thái Thịnh (2 xóm Bích Trụ và Tiểu Khu) vào xã Hòa Bình; sáp nhập xã Dân Chủ và một phần phường Chăm Mát (khu vực Mát) thành phường Dân Chủ; xã Thống Nhất và phần còn lại của phường Chăm Mát (khu vực Chăm) thành phường Thống Nhất; sáp nhập một phần xã Dân Hạ (8 xóm Đồng Bến, Đồng Sông, Hữu Nghị, Máy Giấy, Mỏ, Nút, Tân Lập, Văn Tiến) vào thị trấn Kỳ Sơn để thành lập phường Kỳ Sơn; phần còn lại của xã Dân Hạ (xóm Mường Dao) vào xã Độc Lập; xã Dân Hòa và Mông Hóa thành xã Mông Hóa; xã Phúc Tiến và Yên Quang thành xã Quang Tiến; xã Hợp Thịnh và Phú Minh thành xã Thịnh Minh.
- Huyện Cao Phong: sáp nhập 3 xã Đông Phong, Tân Phong, Xuân Phong thành xã Hợp Phong; xã Yên Lập và Yên Thượng thành xã Thạch Yên.
- Huyện Đà Bắc: sáp nhập một phần xã Tu Lý (7 xóm Cháu, Mạ, Mè, Mít, Riêng, Tình và Tràng) và xã Hào Lý thành xã Tú Lý; phần còn lại của xã Tu Lý (4 xóm Tầy Măng, Hương Lý, Kim Lý, Mó La) vào thị trấn Đà Bắc; xã Mường Chiềng và Mường Tuổng thành xã Mường Chiềng; xã Đồng Nghê và Suối Nánh thành xã Nánh Nghê.
- Huyện Kim Bôi: sáp nhập xã Hạ Bì và Kim Bình vào thị trấn Bo; 3 xã Bắc Sơn, Hùng Tiến, Nật Sơn thành xã Hùng Sơn; 3 xã Lập Chiệng, Kim Sơn, Hợp Kim thành xã Kim Lập; 3 xã Sơn Thủy, Thượng Bì, Trung Bì thành xã Xuân Thủy; xã Hợp Đồng và Thượng Tiến thành xã Hợp Tiến; 3 xã Kim Bôi, Kim Tiến, Kim Truy thành xã Kim Bôi.
- Huyện Lạc Sơn: sáp nhập 3 xã Chí Thiện, Phú Lương, Phúc Tuy thành xã Quyết Thắng; 3 xã Bình Cảng, Bình Chân, Vũ Lâm thành xã Vũ Bình; xã Liên Vũ vào thị trấn Vụ Bản.
- Huyện Lạc Thủy: sáp nhập xã Thanh Nông và thị trấn Thanh Hà thành thị trấn Ba Hàng Đồi; 3 xã An Lạc, Đồng Môn, Liên Hòa thành xã Thống Nhất; xã Lạc Long vào thị trấn Chi Nê; xã Cố Nghĩa và Phú Lão thành xã Phú Nghĩa.
- Huyện Lương Sơn: sáp nhập một phần xã Liên Sơn (3 xóm Nước Lạnh, Liên Khuê, Gò Mè) vào xã Cư Yên; 3 xã Thành Lập, Tiến Sơn, Trung Sơn và phần còn lại của xã Liên Sơn (5 xóm Liên Hợp, Đá Bạc, Đồn Vận, Đất Đỏ, 23/9) thành xã Liên Sơn; 3 xã Cao Răm, Hợp Hòa, Trường Sơn thành xã Cao Sơn; 3 xã Cao Dương, Hợp Châu, Tân Thành thành xã Cao Dương; xã Hợp Thanh và Long Sơn thành xã Thanh Sơn; xã Cao Thắng và Thanh Lương thành xã Thanh Cao.
- Huyện Mai Châu: sáp nhập xã Ba Khan, Phúc Sạn và một phần xã Tân Mai (2 xóm Suối Lốn và Mó Rút) thành xã Sơn Thủy; phần còn lại của xã Tân Mai (5 xóm Đoi, Nà Bó, Khoang, Nánh, Thầm Nhân) và xã Tân Dân thành xã Tân Thành; xã Bao La và Piềng Vế thành xã Bao La; xã Nà Mèo và Nà Phòn thành xã Nà Phòn; 3 xã Noong Luông, Pù Bin, Thung Khe thành xã Thành Sơn; xã Đồng Bảng và Tân Sơn thành xã Đồng Tân.
- Huyện Tân Lạc: sáp nhập 3 xã Bắc Sơn, Lũng Vân, Nam Sơn thành xã Vân Sơn; 3 xã Do Nhân, Quy Mỹ, Tuân Lộ thành xã Nhân Mỹ; xã Quy Hậu, Mãn Đức và thị trấn Mường Khến thành thị trấn Mãn Đức; xã Địch Giáo và Phong Phú thành xã Phong Phú; xã Ngòi Hoa và Trung Hòa thành xã Suối Hoa.
- Huyện Yên Thủy: sáp nhập xã Lạc Hưng và Bảo Hiệu thành xã Bảo Hiệu; xã Yên Lạc vào thị trấn Hàng Trạm.

Sau khi sắp xếp, tỉnh Hòa Bình có 10 ĐVHC cấp huyện (9 huyện, 1 thành phố) với 151 ĐVHC cấp xã, giảm 1 ĐVHC cấp huyện và 59 ĐVHC cấp xã.

### Đồng bằng sông Hồng

#### Thành phố Hà Nội
Đến đầu năm 2019, Hà Nội có 584 ĐVHC cấp xã (gồm 177 phường, 386 xã, 21 thị trấn) thuộc 30 đơn vị hành chính cấp huyện (12 quận, 17 huyện, 1 thị xã). Trong đó, có 12 ĐVHC cấp xã (6 phường, 6 xã) không đạt 50% cả hai tiêu chí diện tích tự nhiên và quy mô dân số cần phải sắp xếp. Thành phố Hà Nội tiến hành sắp xếp các ĐVHC như sau:
- Quận Hai Bà Trưng: sáp nhập phường Nguyễn Du với phường Bùi Thị Xuân và một phần diện tích tự nhiên và dân số của phường Ngô Thì Nhậm (mặt phố Huế từ số nhà 52 đến số nhà 214) thành phường Nguyễn Du, sáp nhập phần còn lại của phường Ngô Thì Nhậm (trừ mặt phố Huế từ số nhà 52 đến số nhà 214) với phường Phạm Đình Hổ thành phường Phạm Đình Hổ.
- Huyện Phúc Thọ: sáp nhập xã Phương Độ với xã Sen Chiểu thành xã Sen Phương, xã Cẩm Đình với xã Xuân Phú thành xã Xuân Đình.
- Huyện Phú Xuyên: sáp nhập xã Thụy Phú và xã Văn Nhân thành xã Nam Tiến.

Hà Nội đề nghị chưa tiến hành việc sắp xếp các ĐVHC gồm phường Hàng Bạc và Hàng Đào (quận Hoàn Kiếm), xã Vân Hà (huyện Phúc Thọ), xã Kim An (huyện Thanh Oai), xã Mỹ Thành (huyện Mỹ Đức).
Sau khi sắp xếp, Hà Nội còn 579 ĐVHC cấp xã (175 phường, 383 xã và 21 thị trấn) giảm 5 đơn vị.

#### Thành phố Hải Phòng
Thành phố Hải Phòng tiến hành sắp xếp 12 ĐVHC phường, xã trực thuộc 3 quận và 1 huyện.
- Quận Đồ Sơn: sáp nhập phường Ngọc Hải và phường Vạn Sơn thành phường Hải Sơn.
- Quận Hồng Bàng: sáp nhập phường Quang Trung vào phường Hoàng Văn Thụ; phường Phạm Hồng Thái vào phường Phan Bội Châu.
- Quận Ngô Quyền: sáp nhập phường Lương Khánh Thiện vào phường Cầu Đất.
- Huyện Tiên Lãng: sáp nhập xã Tiên Tiến vào xã Quyết Tiến; sáp nhập xã Tiên Hưng vào xã Vinh Quang.

Sau khi sắp xếp, thành phố Hải Phòng còn 217 ĐVHC cấp xã (141 xã, 66 phường và 10 thị trấn) giảm 6 đơn vị.

#### Tỉnh Vĩnh Phúc
Tỉnh Vĩnh Phúc tiến hành sáp nhập xã Phú Thịnh và Tân Cương (huyện Vĩnh Tường) thành xã Tân Phú.
Sau khi sắp xếp, tỉnh Vĩnh Phúc có 136 ĐVHC (109 xã, 15 phường và 12 thị trấn), giảm 1 đơn vị.
Ngoài ra tỉnh Vĩnh Phúc còn thành lập 2 thị trấn Bá Hiến và Đạo Đức (huyện Bình Xuyên) từ 2 xã có tên tương ứng; thành lập 2 thị trấn Hợp Châu và Đại Đình (huyện Tam Đảo) từ 2 xã có tên tương ứng.

#### Tỉnh Hải Dương
Tỉnh Hải Dương có 264 xã, phường, thị trấn; trong đó có 25 xã và 1 thị trấn chưa đủ 50% cả hai tiêu chuẩn về diện tích tự nhiên và dân số, thực hiện sáp nhập với 21 xã liên quan; đồng thời có 6 xã thực hiện khuyến khích sáp nhập đơn vị hành chính.
Danh sách các đơn vị hành chính đã sắp xếp:
- Thành phố Hải Dương: sáp nhập xã An Châu và Thượng Đạt thành xã An Thượng; đồng thời sáp nhập các xã Tiền Tiến, Quyết Thắng (Thanh Hà), Ngọc Sơn (Tứ Kỳ), Liên Hồng, Gia Xuyên (Gia Lộc) vào thành phố Hải Dương, điều chỉnh địa giới hành chính các phường Trần Phú, Việt Hòa, Lê Thanh Nghị, Ngọc Châu, Tứ Minh, Phạm Ngũ Lão, Nguyễn Trãi, Trần Hưng Đạo, Nhị Châu, Quang Trung, Hải Tân, Thanh Bình, Tân Bình, Thạch Khôi, Cẩm Phượng, Bình Hàn, xã Tân Hưng; thành lập 2 phường Tân Hưng, Nam Đồng
- Thành phố Chí Linh: sáp nhập xã Kênh Giang và xã Văn Đức thành phường Văn Đức[11]
- Thị xã Kinh Môn: sáp nhập xã Phạm Mệnh và Thái Sơn thành phường Phạm Thái, xã Quang Trung và Phúc Thành thành xã Quang Thành[13]
- Huyện Bình Giang: sáp nhập xã Tráng Liệt vào thị trấn Kẻ Sặt, xã Hưng Thịnh và xã Vĩnh Tuy thành xã Vĩnh Hưng
- Huyện Cẩm Giàng: sáp nhập xã Kim Giang vào thị trấn Cẩm Giàng và đổi tên thành thị trấn Cẩm Giang, xã Cẩm Sơn và xã Cẩm Định thành xã Định Sơn
- Huyện Kim Thành: sáp nhập xã Việt Hưng và xã Tuấn Hưng thành xã Tuấn Việt, xã Kim Khê và xã Kim Lương thành xã Kim Liên, xã Cẩm La và xã Đồng Gia thành xã Đồng Cẩm
- Huyện Ninh Giang: sáp nhập xã Hồng Thái vào xã Hồng Dụ, xã Ninh Thành vào xã Tân Hương, xã Hưng Thái vào xã Hưng Long, xã Văn Giang vào xã Văn Hội, 2 xã Ninh Hòa, Quyết Thắng vào xã Ứng Hòe, 2 xã Hoàng Hanh, Quang Hưng vào xã Tân Quang
- Huyện Thanh Miện: sáp nhập xã Hùng Sơn vào thị trấn Thanh Miện, xã Diên Hồng và xã Tiền Phong thành xã Hồng Phong
- Huyện Thanh Hà: sáp nhập xã An Lương và xã Phượng Hoàng thành xã An Phượng, sáp nhập 3 xã Hợp Đức, Trường Thành, Thanh Bính thành xã Thanh Quang
- Huyện Tứ Kỳ: sáp nhập xã Kỳ Sơn và xã Đại Đồng thành xã Đại Sơn, xã Đông Kỳ, xã Tứ Xuyên và xã Tây Kỳ thành xã Chí Minh
- Huyện Gia Lộc: sáp nhập xã Phương Hưng vào thị trấn Gia Lộc, 2 xã Trùng Khánh, Gia Hòa vào xã Yết Kiêu.

Tổng số ĐVHC cấp xã thực hiện việc sắp xếp trên toàn tỉnh là 55 đơn vị, gồm: 27 đơn vị thuộc diện phải sắp xếp; 22 đơn vị có liên quan liền kề; 6 đơn vị thuộc diện khuyến khích sắp xếp. Trong đó có 15 đơn vị thực hiện nhập 3 đơn vị thành 1 ĐVHC mới, 40 đơn vị thực hiện nhập 2 đơn vị thành 1 ĐVHC mới, giảm 30 ĐVHC cấp xã (178 xã, 47 phường và 10 thị trấn).

#### Tỉnh Thái Bình
Tỉnh Thái Bình tiến hành sắp xếp 47 ĐVHC cấp xã thành 21 xã thị trấn trực thuộc 5 huyện (giảm 26 xã).
- Huyện Đông Hưng: sáp nhập 3 xã Đông Phong, Đông Huy và Đông Lĩnh thành xã Đông Quan; 2 xã Hoa Nam và Hoa Lư thành xã Liên Hoa; 2 xã Bạch Đằng và Hồng Châu thành xã Hồng Bạch; 2 xã Minh Châu và Đồng Phú thành xã Minh Phú; 2 xã Đông Giang và Đông Hà thành xã Hà Giang.
- Huyện Kiến Xương: sáp nhập xã An Bồi và thị trấn Thanh Nê thành thị trấn Kiến Xương; 2 xã Minh Hưng và Quang Hưng thành xã Minh Quang; xã Quyết Tiến vào xã Lê Lợi; 2 xã Vũ Sơn và Vũ Tây thành xã Tây Sơn.
- Huyện Quỳnh Phụ: sáp nhập 2 xã Quỳnh Châu và Quỳnh Sơn thành xã Châu Sơn.
- Huyện Thái Thụy: sáp nhập 3 xã Thụy Hồng, Thụy Dũng và Hồng Quỳnh thành xã Hồng Dũng; 2 xã Thụy Phúc và Thụy Dương thành xã Dương Phúc; 2 xã Thụy Tân và Thụy An thành xã An Tân; 3 xã Thái Dương, Thái Hồng và Thái Thủy thành xã Dương Hồng Thủy; 2 xã Thái Hà và Thái Sơn thành xã Sơn Hà; 2 xã Thái Thành và Thái Thuần thành xã Thuần Thành; 2 xã Thái Học và Thái Tân thành xã Tân Học; 2 xã Thái An và Thái Hòa thành xã Hòa An; 2 xã Thụy Lương, Thụy Hà vào thị trấn Diêm Điền.
- Huyện Tiền Hải: sáp nhập xã Đông Hải vào xã Đông Trà; 2 xã Tây An, Tây Sơn vào thị trấn Tiền Hải.

Sau khi sắp xếp, tỉnh Thái Bình có 260 ĐVHC (241 xã, 10 phường và 9 thị trấn) giảm 26 đơn vị.

#### Tỉnh Hà Nam
Từ ngày 1 tháng 1 năm 2020, tỉnh Hà Nam thực hiện sắp xếp 9 ĐVHC xã trực thuộc 4 huyện.
- Huyện Bình Lục: sáp nhập xã Mỹ Thọ và xã An Mỹ vào thị trấn Bình Mỹ.
- Huyện Duy Tiên: sáp nhập xã Tiên Phong, Đọi Sơn, Châu Sơn thành xã Tiên Sơn đồng thời với việc thành lập thị xã Duy Tiên.
- Huyện Lý Nhân: sáp nhập xã Nhân Hưng và xã Nhân Đạo thành xã Trần Hưng Đạo, sáp nhập xã Đồng Lý vào thị trấn Vĩnh Trụ.
- Huyện Thanh Liêm: sáp nhập xã Thanh Bình và xã Thanh Lưu thành thị trấn Tân Thanh.

Sau khi sắp xếp và thành lập thị xã Duy Tiên, tỉnh Hà Nam có 109 ĐVHC (83 xã, 20 phường và 6 thị trấn) giảm 7 đơn vị.

#### Tỉnh Nam Định
Tỉnh Nam Định tiến hành sắp xếp 6 ĐVHC xã trực thuộc 3 huyện.
- Huyện Hải Hậu: sáp nhập xã Hải Toàn và xã Hải An thành xã Hải An.
- Huyện Nghĩa Hưng: sáp nhập xã Nghĩa Phúc và xã Nghĩa Thắng thành xã Phúc Thắng.
- Huyện Ý Yên: sáp nhập xã Yên Xá và thị trấn Lâm thành thị trấn Lâm.

Sau khi sắp xếp, tỉnh Nam Định có 226 ĐVHC (188 xã, 22 phường và 16 thị trấn), giảm 3 đơn vị.

#### Tỉnh Ninh Bình
Tỉnh Ninh Bình tiến hành sáp nhập xã Xuân Thiện và xã Chính Tâm thành xã Xuân Chính; sáp nhập xã Yên Mật vào xã Kim Chính và xã Như Hòa (huyện Kim Sơn).
Sau khi sắp xếp, tỉnh Ninh Bình có 143 ĐVHC (119 xã, 17 phường và 7 thị trấn) giảm 2 đơn vị.

### Bắc Trung Bộ

#### Tỉnh Thanh Hóa
Tỉnh Thanh Hóa có 26/27 đơn vị huyện, thị xã, thành phố thực hiện sáp nhập các đơn vị cấp xã, sắp xếp 146 xã, phường, thị trấn (chiếm 22,5% số đơn vị hành chính cấp xã), trong đó có 71 ĐVHC thuộc diện bắt buộc sáp nhập, thành 67 xã, phường, thị trấn, giảm 76 đơn vị (giảm 12%). Sau khi sắp xếp, toàn tỉnh còn 559 đơn vị hành chính cấp xã, gồm 496 xã, 34 phường, 29 thị trấn. Các huyện có nhiều xã, thị trấn thực hiện sáp nhập bao gồm: huyện Thọ Xuân sắp xếp 20 xã, thị trấn thành 9 xã, thị trấn; huyện Hoằng Hóa sắp xếp 11 xã, thị trấn thành 5 xã, thị trấn; huyện Hà Trung sắp xếp 10 xã, thị trấn thành 5 xã, thị trấn...; riêng thành phố Sầm Sơn không có xã, phường nào thuộc diện sắp xếp lại.
Sau khi sáp nhập, thị trấn huyện lỵ của huyện Mường Lát có diện tích 122,66 km², là thị trấn lớn nhất tỉnh Thanh Hóa, đứng sau thị trấn Thạnh Mỹ (tỉnh Quảng Nam, với 206 km²), thị trấn Măng Đen (tỉnh Kon Tum, với 148 km²) và thị trấn Đ’Ran (tỉnh Lâm Đồng, với 133 km²).
Danh sách các đơn vị hành chính đã tiến hành sắp xếp:
- Thành phố Thanh Hóa: sáp nhập phường An Hoạch và xã Đông Hưng thành phường An Hưng, sáp nhập xã Hoằng Lý vào phường Tào Xuyên, sáp nhập xã Hoằng Long và xã Hoằng Anh thành xã Long Anh
- Thị xã Bỉm Sơn: sáp nhập xã Hà Lan vào phường Đông Sơn
- Huyện Bá Thước: sáp nhập xã Tân Lập và xã Lâm Xa vào thị trấn Cành Nàng
- Huyện Cẩm Thủy: sáp nhập thị trấn Cẩm Thủy, xã Cẩm Phong và xã Cẩm Sơn thành thị trấn Phong Sơn, sáp nhập xã Phúc Do vào xã Cẩm Tân
- Huyện Đông Sơn: sáp nhập xã Đông Anh vào xã Đông Khê
- Huyện Hà Trung: sáp nhập xã Hà Phong vào thị trấn Hà Trung, sáp nhập xã Hà Lâm và xã Hà Ninh thành xã Yến Sơn, sáp nhập xã Hà Toại và xã Hà Phú thành xã Lĩnh Toại, sáp nhập xã Hà Thanh và xã Hà Vân thành xã Hoạt Giang, sáp nhập xã Hà Yên và xã Hà Dương thành xã Yên Dương
- Huyện Hậu Lộc: sáp nhập xã Châu Lộc vào xã Triệu Lộc, sáp nhập xã Văn Lộc vào xã Thuần Lộc, sáp nhập xã Thịnh Lộc và xã Lộc Tân vào thị trấn Hậu Lộc
- Huyện Hoằng Hóa: sáp nhập xã Hoằng Khánh vào xã Hoằng Xuân, sáp nhập xã Hoằng Lương vào xã Hoằng Sơn, sáp nhập xã Hoằng Khê vào xã Hoằng Xuyên, xã Hoằng Minh vào xã Hoằng Đức, sáp nhập xã Hoằng Phúc và xã Hoằng Vinh vào thị trấn Bút Sơn
- Huyện Lang Chánh: sáp nhập xã Quang Hiến vào thị trấn Lang Chánh
- Huyện Mường Lát: sáp nhập xã Tén Tằn vào thị trấn Mường Lát
- Huyện Nga Sơn: sáp nhập xã Nga Lĩnh và xã Nga Nhân thành xã Nga Phượng, sáp nhập hai xã Nga Mỹ và Nga Hưng vào thị trấn Nga Sơn
- Huyện Ngọc Lặc: sáp nhập toàn bộ diện tích tự nhiên và dân số của xã Ngọc Khê, một phần diện tích và dân số của các xã Thúy Sơn và Quang Trung vào thị trấn Ngọc Lặc
- Huyện Như Thanh: sáp nhập xã Hải Vân vào thị trấn Bến Sung, sáp nhập xã Phúc Đường vào xã Xuân Phúc, sáp nhập xã Xuân Thọ vào xã Cán Khê
- Huyện Như Xuân: sáp nhập xã Yên Lễ vào thị trấn Yên Cát, sáp nhập xã Xuân Quỳ vào xã Hóa Quỳ
- Huyện Nông Cống: sáp nhập xã Trung Ý vào xã Trung Chính, sáp nhập xã Tế Tân vào xã Tế Nông, sáp nhập xã Công Bình vào xã Yên Mỹ
- Huyện Quan Hóa: sáp nhập xã Xuân Phú vào xã Phú Nghiêm, sáp nhập xã Hồi Xuân và thị trấn Quan Hóa thành thị trấn Hồi Xuân, sáp nhập xã Thanh Xuân vào xã Phú Xuân
- Huyện Quan Sơn: sáp nhâp xã Sơn Lư và thị trấn Quan Sơn thành thị trấn Sơn Lư
- Huyện Quảng Xương: sáp nhập xã Quảng Vọng vào xã Quảng Phúc, sáp nhập xã Quảng Lợi và xã Quảng Lĩnh thành xã Tiên Trang, sáp nhập xã Quảng Tân, Quảng Phong và thị trấn Quảng Xương thành thị trấn Tân Phong
- Huyện Thạch Thành: sáp nhập xã Thành Vân vào thị trấn Vân Du, sáp nhập xã Thạch Tân vào xã Thạch Bình, sáp nhập xã Thành Kim vào thị trấn Kim Tân
- Huyện Thiệu Hóa: sáp nhập xã Thiệu Minh và xã Thiệu Tâm thành xã Minh Tâm, sáp nhập xã Thiệu Tân và xã Thiệu Châu thành xã Tân Châu, sáp nhập xã Thiệu Đô và thị trấn Vạn Hà thành thị trấn Thiệu Hóa
- Huyện Thọ Xuân: sáp nhập xã Xuân Lam vào thị trấn Lam Sơn, sáp nhập xã Xuân Thắng vào thị trấn Sao Vàng, sáp nhập xã Xuân Sơn và xã Xuân Quang thành xã Xuân Sinh, sáp nhập xã Hạnh Phúc vào thị trấn Thọ Xuân, sáp nhập xã Xuân Khánh, xã Thọ Nguyên và xã Xuân Thành thành xã Xuân Hồng, sáp nhập xã Xuân Tân, xã Xuân Vinh và xã Thọ Trường thành xã Trường Xuân, sáp nhập xã Thọ Thắng vào xã Xuân Lập, sáp nhập xã Phú Yên và xã Xuân Yên thành xã Phú Xuân, sáp nhập xã Thọ Minh và xã Xuân Châu thành xã Thuận Minh
- Huyện Thường Xuân: sáp nhập xã Xuân Cẩm vào thị trấn Thường Xuân
- Huyện Tĩnh Gia: sáp nhập xã Triêu Dương vào xã Hải Ninh, sáp nhập xã Hùng Sơn vào xã Các Sơn, sáp nhập xã Hải Hòa vào thị trấn Tĩnh Gia
- Huyện Triệu Sơn: chuyển xã Tân Ninh thành thị trấn Nưa, sáp nhập các xã Minh Dân, Minh Châu vào thị trấn Triệu Sơn
- Huyện Vĩnh Lộc: sáp nhập xã Vĩnh Ninh và Vĩnh Khang thành xã Ninh Khang, sáp nhập xã Vĩnh Minh và xã Vĩnh Tân thành xã Minh Tân, sáp nhập xã Vĩnh Thành vào thị trấn Vĩnh Lộc
- Huyện Yên Định: sáp nhập xã Yên Giang vào xã Yên Phú, sáp nhập xã Yên Bái vào xã Yên Trường, sáp nhập xã Định Tường vào thị trấn Quán Lào.

#### Tỉnh Nghệ An
Từ ngày 1 tháng 1 năm 2020, tỉnh Nghệ An tiến hành sáp nhập 36 ĐVHC cấp xã thành 16 đơn vị, giảm 20 đơn vị so với số ĐVHC cấp xã hiện tại, từ 480 xuống 460 ĐVHC (411 xã, 32 phường và 17 thị trấn).
- Thị xã Thái Hòa: sáp nhập xã Nghĩa Hòa vào phường Long Sơn.
- Huyện Diễn Châu: sáp nhập xã Diễn Bình, xã Diễn Minh và xã Diễn Thắng thành xã Minh Châu.
- Huyện Hưng Nguyên: sáp nhập xã Hưng Xá và xã Hưng Long thành xã Long Xá; xã Hưng Lam và xã Hưng Xuân thành xã Xuân Lam; xã Hưng Phú và xã Hưng Khánh thành xã Hưng Thành; xã Hưng Nhân và xã Hưng Châu thành xã Châu Nhân; xã Hưng Tiến và xã Hưng Thắng thành xã Hưng Nghĩa.
- Huyện Nam Đàn: sáp nhập xã Nam Trung, xã Nam Phúc và xã Nam Cường thành xã Trung Phúc Cường; sáp nhập 3 xóm (1, 2, 3) của xã Nam Thượng với xã Nam Tân và xã Nam Lộc thành xã Thượng Tân Lộc; sáp nhập 2 xóm (4, 5) của xã Nam Thượng với xã Vân Diên vào thị trấn Nam Đàn.
- Huyện Nghi Lộc: sáp nhập xã Nghi Hợp và xã Nghi Khánh thành xã Khánh Hợp.
- Huyện Nghĩa Đàn: sáp nhập xã Nghĩa Tân, xã Nghĩa Thắng và xã Nghĩa Liên thành xã Nghĩa Thành.
- Huyện Quế Phong: điều chỉnh một phần diện tích, dân số của các xã Tiền Phong, Mường Nọc để mở rộng thị trấn Kim Sơn; sáp nhập xã Quế Sơn vào phần còn lại của xã Mường Nọc.
- Huyện Thanh Chương: sáp nhập xã Thanh Tường, xã Thanh Văn và xã Thanh Hưng thành xã Đại Đồng.
- Huyện Tương Dương: sáp nhập xã Thạch Giám và thị trấn Hòa Bình thành thị trấn Thạch Giám; sáp nhập phần còn lại của xã Thạch Giám vào xã Xá Lượng và xã Tam Thái.

#### Tỉnh Hà Tĩnh
Từ ngày 1 tháng 1 năm 2020, tỉnh Hà Tĩnh có thị xã Hồng Lĩnh và 63 trên tổng số 262 đơn vị hành chính cấp xã thuộc diện bắt buộc sáp nhập. Tỉnh Hà Tĩnh tiến hành sắp xếp 51 trên 63 xã nêu trên với 19 xã liên quan và 10 xã khuyến khích sắp xếp, hình thành 34 xã mới, giảm 46 xã (182 xã, 21 phường và 13 thị trấn).
Danh sách các đơn vị hành chính đã sắp xếp:
- Thành phố Hà Tĩnh: sáp nhập xã Thạch Đồng và xã Thạch Môn thành xã Đồng Môn
- Thị xã Kỳ Anh: sáp nhập xã Kỳ Hưng và phường Sông Trí thành phường Hưng Trí
- Huyện Cẩm Xuyên: sáp nhập xã Cẩm Nam, xã Cẩm Phúc và xã Cẩm Thăng thành xã Nam Phúc Thăng, xã Cẩm Yên và xã Cẩm Hòa thành xã Yên Hòa, sáp nhập xã Cẩm Huy vào thị trấn Cẩm Xuyên
- Huyện Can Lộc: sáp nhập xã Song Lộc, Kim Lộc, Trường Lộc thành xã Kim Song Trường, xã Khánh Lộc, xã Vĩnh Lộc và xã Yên Lộc thành xã Khánh Vĩnh Yên, sáp nhập xã Tiến Lộc vào thị trấn Nghèn
- Huyện Đức Thọ: sáp nhập xã Đức La, xã Đức Nhân và xã Bùi Xá thành xã Bùi La Nhân, xã Trung Lễ, xã Đức Thủy và xã Đức Lâm thành xã Lâm Trung Thủy, xã Đức Thanh, xã Đức Thịnh xã Thái Yên thành xã Thanh Bình Thịnh, xã Đức Tùng và xã Đức Châu thành xã Tùng Châu, xã Đức Vĩnh và xã Đức Quang thành xã Quang Vĩnh, xã Đức An và xã Đức Dũng thành xã An Dũng, xã Đức Hòa và xã Đức Lạc thành xã Hòa Lạc, xã Đức Long và xã Đức Lập thành xã Tân Dân, xã Đức Yên và thị trấn Đức Thọ thành thị trấn Đức Thọ
- Huyện Hương Khê: sáp nhập xã Phương Mỹ và xã Phương Điền thành xã Điền Mỹ
- Huyện Hương Sơn: sáp nhập xã Sơn Tân, xã Sơn Mỹ và Sơn Hà sáp nhập thành xã Tân Mỹ Hà, sáp nhập xã Sơn An, xã Sơn Thịnh và Sơn Hòa sáp nhập thành xã An Hòa Thịnh, sáp nhập xã Sơn Phúc, xã Sơn Mai và xã Sơn Thủy sáp nhập thành xã Kim Hoa, sáp nhập xã Sơn Quang và xã Sơn Diệm sáp nhập thành xã Quang Diệm
- Huyện Kỳ Anh: sáp nhập xã Kỳ Hợp và xã Kỳ Lâm thành xã Lâm Hợp
- Huyện Lộc Hà: sáp nhập xã An Lộc và xã Bình Lộc thành xã Bình An, đồng thời thành lập thị trấn Lộc Hà từ xã Thạch Bằng
- Huyện Nghi Xuân: sáp nhập xã Xuân Đan và xã Xuân Trường thành xã Đan Trường, xã Tiên Điền và thị trấn Nghi Xuân thành thị trấn Tiên Điền
- Huyện Thạch Hà: sáp nhập xã Thạch Lâm, xã Thạch Tân và xã Thạch Hương thành xã Tân Lâm Hương, xã Phù Việt, xã Việt Xuyên và Thạch Tiến thành xã Việt Tiến, xã Thạch Lưu, xã Thạch Vĩnh và xã Bắc Sơn thành xã Lưu Vĩnh Sơn, xã Nam Hương và xã Thạch Điền thành xã Nam Điền, xã Thạch Đỉnh và xã Thạch Bàn thành xã Đỉnh Bàn, sáp nhập xã Thạch Thanh vào thị trấn Thạch Hà
- Huyện Vũ Quang: điều chỉnh một phần diện tích giữa ba xã: Hương Minh, Hương Quang, Hương Điền, sáp nhập xã Hương Quang và xã Hương Thọ thành xã Quang Thọ, xã Hương Điền và xã Sơn Thọ thành xã Thọ Điền.

#### Tỉnh Quảng Bình
Tỉnh Quảng Bình tiến hành sắp xếp 19 ĐVHC cấp xã.
- Thành phố Đồng Hới: hợp nhất phường Đồng Mỹ với phường Hải Đình thành phường Đồng Hải.
- Huyện Bố Trạch: hợp nhất xã Phú Trạch với xã Hải Trạch thành xã Hải Phú; sáp nhập xã Hoàn Trạch vào thị trấn Hoàn Lão; đồng thời thành lập thị trấn Phong Nha từ xã Sơn Trạch.
- Huyện Lệ Thủy: hợp nhất xã Ngư Thủy Trung với xã Ngư Thủy Nam thành xã Ngư Thủy; xã Văn Thủy vào xã Trường Thủy.
- Huyện Minh Hóa: sáp nhập xã Quy Hóa vào thị trấn Quy Đạt.
- Huyện Quảng Trạch: hợp nhất xã Quảng Trường với xã Quảng Liên thành xã Liên Trường.
- Huyện Tuyên Hóa: sáp nhập xã Nam Hóa vào xã Thạch Hóa.

Sau khi sắp xếp và thành lập thị trấn Phong Nha, tỉnh Quảng Bình có 151 ĐVHC (128 xã, 15 phường và 8 thị trấn) giảm 8 đơn vị.

#### Tỉnh Quảng Trị
Từ ngày 1 tháng 1 năm 2020, 
Tỉnh Quảng Trị tiến hành sáp nhập 23 xã, thị trấn; trong đó 21 xã, thị trấn có cả hai tiêu chí (diện tích và dân số) đạt dưới 50% so với quy định, một xã có dân số quá thấp (dưới một nghìn người) và một xã có diện tích dưới 3 km².
- Huyện Cam Lộ: sáp nhập xã Cam Thanh và xã Cam An thành xã Thanh An.
- Huyện Đakrông: sáp nhập xã Hải Phúc vào xã Ba Lòng.
- Huyện Gio Linh: sáp nhập xã Vĩnh Trường và xã Linh Thượng thành xã Linh Trường; xã Gio Hòa vào xã Gio Sơn; xã Gio Phong và xã Gio Bình thành xã Phong Bình; xã Gio Thành vào xã Gio Mai và Gio Hải.
- Huyện Hải Lăng: sáp nhập xã Hải Thọ và thị trấn Hải Lăng thành thị trấn Diên Sanh; xã Hải Tân và xã Hải Hòa thành xã Hải Phong; xã Hải Xuân và xã Hải Vĩnh thành xã Hải Hưng; xã Hải Thiện và xã Hải Thành thành xã Hải Định.
- Huyện Hướng Hóa: sáp nhập xã A Xing và xã A Túc thành xã Lìa.
- Huyện Triệu Phong: sáp nhập xã Triệu Đông vào xã Triệu Thành.
- Huyện Vĩnh Linh: sáp nhập xã Vĩnh Trung và xã Vĩnh Nam thành xã Trung Nam; xã Vĩnh Thạch và xã Vĩnh Kim thành xã Kim Thạch; xã Vĩnh Hiền và xã Vĩnh Thành thành xã Hiền Thành; xã Vĩnh Tân vào thị trấn Cửa Tùng.

Sau khi sắp xếp, tỉnh Quảng Trị có 125 ĐVHC (101 xã, 13 phường và 11 thị trấn) giảm 16 đơn vị.

#### Tỉnh Thừa Thiên Huế
Tỉnh Thừa Thiên Huế có 152 ĐVHC cấp xã (105 xã, 39 phường và 08 thị trấn); trong đó, số ĐVHC chưa đạt 50% cả hai tiêu chuẩn diện tích và dân số là 7 xã. Từ ngày 1 tháng 1 năm 2020:
- Thị xã Hương Trà: sáp nhập xã Hồng Tiến và Bình Điền thành xã Bình Tiến.
- Huyện Phú Lộc: sáp nhập xã Vinh Hải và Vinh Giang thành xã Giang Hải.
- Huyện A Lưới: sáp nhập xã A Đớt và Hương Lâm thành xã Lâm Đớt; xã Hồng Quảng và Nhâm thành xã Quảng Nhâm; xã Bắc Sơn và Hồng Trung thành xã Trung Sơn.
- Huyện Nam Đông: sáp nhập xã Hương Giang và Hương Hòa thành xã Hương Xuân.
- Huyện Phú Vang: sáp nhập xã Vinh Phú và Vinh Thái thành xã Phú Gia.

Sau khi thực hiện sắp xếp, tỉnh Thừa Thiên Huế giảm được 7 xã, còn 145 ĐVHC cấp xã (98 xã, 39 phường và 8 thị trấn).
Từ ngày 1 tháng 7 năm 2021, tiến hành sắp xếp một số phường thuộc thành phố Huế:
- Sáp nhập phường Phú Hòa và phường Thuận Thành thành phường Đông Ba
- Sáp nhập phường Phú Cát và phường Phú Hiệp thành phường Gia Hội
- Sáp nhập phường Phú Bình vào phường Thuận Lộc
- Giải thể phường Phú Thuận, địa bàn nhập vào phường Tây Lộc và phường Thuận Hòa.

Sau khi thực hiện sắp xếp và điều chỉnh địa giới để mở rộng thành phố Huế, tỉnh Thừa Thiên Huế giảm 4 ĐVHC cấp xã, còn 141 ĐVHC cấp xã (95 xã, 39 phường và 7 thị trấn).

### Duyên hải Nam Trung Bộ

#### Tỉnh Quảng Nam
Tỉnh Quảng Nam sáp nhập 6 ĐVHC xã trực thuộc 3 huyện.
- Huyện Hiệp Đức: sáp nhập thị trấn Tân An và xã Quế Bình thành thị trấn Tân Bình.
- Huyện Nông Sơn: sáp nhập xã Quế Phước và xã Quế Ninh thành xã Ninh Phước.
- Huyện Quế Sơn: sáp nhập xã Quế Cường và xã Phú Thọ thành xã Quế Mỹ; đồng thời thành lập thị trấn Hương An từ xã Hương An.

Sau khi sắp xếp và thành lập thị trấn Hương An, tỉnh Quảng Nam có 241 ĐVHC (203 xã, 25 phường và 13 thị trấn) giảm 3 đơn vị.

#### Tỉnh Quảng Ngãi
Về cấp huyện, tiến hành sáp nhập huyện Tây Trà vào huyện Trà Bồng và thực hiện chính quyền một cấp ở huyện đảo Lý Sơn, trên cơ sở giải thể 3 xã trực thuộc.
Về cấp xã, tỉnh Quảng Ngãi tiến hành sắp xếp các ĐVHC cấp xã như sau:
- Huyện Ba Tơ: sáp nhập xã Ba Chùa vào thị trấn Ba Tơ và xã Ba Dinh.
- Huyện Bình Sơn: sáp nhập xã Bình Thới và thị trấn Châu Ổ thành thị trấn Châu Ổ; xã Bình Phú và Bình Tân thành xã Bình Tân Phú; xã Bình Thanh Đông và Bình Thanh Tây thành xã Bình Thanh.
- Huyện Trà Bồng (sau khi sáp nhập với huyện Tây Trà): sáp nhập xã Trà Quân và Trà Khê thành xã Sơn Trà; sáp nhập xã Trà Nham và Trà Lãnh thành xã Hương Trà; xã Trà Trung và Trà Thọ thành xã Trà Tây.
- Huyện Tư Nghĩa: sáp nhập xã Nghĩa Thọ và Nghĩa Thắng thành xã Nghĩa Thắng.

Ngoài ra, tỉnh Quảng Ngãi cũng thành lập thị xã Đức Phổ và thành lập các phường thuộc thị xã Đức Phổ trên cơ sở toàn bộ diện tích và dân số của huyện Đức Phổ.
Sau khi sắp xếp và thành lập thị xã Đức Phổ, tỉnh Quảng Ngãi có 173 ĐVHC (148 xã, 17 phường và 8 thị trấn) giảm 11 đơn vị.

#### Tỉnh Phú Yên
Từ ngày 1 tháng 1 năm 2020, tỉnh Phú Yên tiến hành sáp nhập 2 ĐVHC xã trực thuộc 1 thị xã và 1 huyện.
- Thị xã Sông Cầu: sáp nhập xã Xuân Hòa vào xã Xuân Cảnh
- Huyện Tuy An: sáp nhập xã An Hải và xã An Hòa thành xã An Hòa Hải.

Sau khi sắp xếp, tỉnh Phú Yên có 110 ĐVHC (86 xã, 16 phường và 8 thị trấn) giảm 2 đơn vị.

#### Tỉnh Khánh Hòa
Tỉnh Khánh Hòa sáp nhập xã Diên Bình và xã Diên Lộc thành xã Bình Lộc (huyện Diên Khánh).
Sau khi sắp xếp, tỉnh Khánh Hòa có 139 ĐVHC (98 xã, 35 phường và 6 thị trấn) giảm 1 đơn vị.

#### Tỉnh Bình Thuận
Từ ngày 1 tháng 1 năm 2020, tỉnh Bình Thuận sáp nhập 3 ĐVHC cấp xã thuộc 3 huyện.
Danh sách các đơn vị hành chính thực hiện sắp xếp:
- Huyện Đức Linh: sáp nhập xã Đức Chính vào xã Nam Chính.
- Huyện Tánh Linh: sáp nhập xã Đức Tân vào xã Măng Tố.
- Huyện Tuy Phong: sáp nhập xã Hòa Phú vào thị trấn Phan Rí Cửa.

Sau khi sắp xếp, tỉnh Bình Thuận có 124 ĐVHC (93 xã, 19 phường và 12 thị trấn) giảm 3 đơn vị.

### Tây Nguyên

#### Tỉnh Gia Lai
Tỉnh Gia Lai tiến hành sáp nhập 2 ĐVHC xã trực thuộc 1 thành phố và 1 huyện.
- Thành phố Pleiku: sáp nhập xã Chư Hdrông vào phường Chi Lăng thành phường Chi Lăng.
- Huyện Chư Păh: sáp nhập xã Chư Jôr vào xã Chư Đăng Ya thành xã Chư Đăng Ya.

Sau khi sắp xếp, tỉnh Gia Lai có 220 ĐVHC (182 xã, 24 phường và 14 thị trấn) giảm 2 đơn vị.

#### Tỉnh Lâm Đồng
Tỉnh Lâm Đồng tiến hành sáp nhập 10 ĐVHC cấp xã. Sau khi sắp xếp, tỉnh Lâm Đồng giảm 5 xã.
Cụ thể từ ngày 1 tháng 1 năm 2020:
- Huyện Cát Tiên: sáp nhập xã Mỹ Lâm vào xã Nam Ninh; xã Tư Nghĩa vào Quảng Ngãi.
- Huyện Đạ Tẻh: sáp nhập xã Hà Đông vào xã Mỹ Đức; xã Hương Lâm vào xã Đạ Lây.
- Huyện Đạ Huoai: sáp nhập xã Đạ M’Ri vào thị trấn Đạ M’Ri.

Sau khi sắp xếp, tỉnh Lâm Đồng có 142 ĐVHC (111 xã, 18 phường và 13 thị trấn) giảm 5 đơn vị.

### Đông Nam Bộ

#### Thành phố Hồ Chí Minh
Đến năm 2020, Thành phố Hồ Chí Minh có 322 ĐVHC cấp xã thuộc 24 quận, huyện; tiến hành sáp nhập 19 phường thành 9 phường, đồng thời sáp nhập 3 quận để thành lập 1 thành phố.
- Quận 2: sáp nhập phường An Khánh (cũ) và Thủ Thiêm thành phường Thủ Thiêm; phường Bình Khánh và Bình An thành phường An Khánh (mới).
- Quận 3: sáp nhập Phường 6, Phường 7 và Phường 8 thành phường Võ Thị Sáu.
- Quận 4: sáp nhập Phường 5 và Phường 2 thành Phường 2; Phường 12 và Phường 13 thành Phường 13.
- Quận 5: sáp nhập Phường 12 và Phường 15 thành Phường 12.
- Quận 10: sáp nhập Phường 3 và Phường 2 thành Phường 2.
- Quận Phú Nhuận: sáp nhập Phường 12 và Phường 11 thành Phường 11; Phường 14 và Phường 13 thành Phường 13.
- Sáp nhập Quận 2, Quận 9 và quận Thủ Đức để thành lập thành phố Thủ Đức thuộc Thành phố Hồ Chí Minh.

Sau khi sắp xếp, Thành phố Hồ Chí Minh giảm còn 22 đơn vị hành chính cấp huyện (bao gồm 16 quận, 1 thành phố và 5 huyện), 312 đơn vị hành chính cấp xã (bao gồm 249 phường, 58 xã và 5 thị trấn).

#### Tỉnh Tây Ninh
Tỉnh Tây Ninh thành lập thị xã Hòa Thành trên cơ sở toàn bộ diện tích và dân số của huyện Hòa Thành; sáp nhập xã Phước Lưu và xã Bình Thạnh (huyện Trảng Bàng) thành xã Phước Bình đồng thời với việc thành lập thị xã Trảng Bàng.
Sau khi sắp xếp, tỉnh Tây Ninh có 94 ĐVHC (71 xã, 17 phường và 6 thị trấn) giảm 1 đơn vị.

### Đồng bằng sông Cửu Long

#### Thành phố Cần Thơ
Thành phố Cần Thơ tiến hành sáp nhập các phường Tân An, An Hội và An Lạc thành phường Tân An (quận Ninh Kiều).
Sau khi sắp xếp, thành phố Cần Thơ có 83 ĐVHC (42 phường, 36 xã và 5 thị trấn) giảm 2 đơn vị.

#### Tỉnh Long An
Từ ngày 1 tháng 1 năm 2020, tỉnh Long An tiến hành sáp nhập 8 đơn vị hành chính cấp xã thuộc 3 huyện: Cần Giuộc, Tân Trụ, Thủ Thừa và thành lập thị trấn Bình Phong Thạnh thuộc huyện Mộc Hóa:
- Huyện Cần Giuộc: sáp nhập xã Tân Kim và một phần xã Trường Bình, xã Mỹ Lộc vào thị trấn Cần Giuộc; sáp nhập phần còn lại của xã Trường Bình vào phần còn lại của xã Mỹ Lộc.
- Huyện Mộc Hóa: thành lập thị trấn Bình Phong Thạnh từ xã Bình Phong Thạnh.
- Huyện Tân Trụ: sáp nhập xã Mỹ Bình và xã An Nhựt Tân thành xã Tân Bình.
- Huyện Thủ Thừa: sáp nhập xã Tân Lập và xã Long Thành thành xã Tân Long.

Sau khi sắp xếp, tỉnh Long An có 188 ĐVHC (161 xã, 15 thị trấn và 12 phường) giảm 4 đơn vị.

#### Tỉnh Tiền Giang
Tỉnh Tiền Giang tiến hành sáp nhập xã Mỹ Phước vào thị trấn Mỹ Phước thuộc huyện Tân Phước.
Sau khi sắp xếp, tỉnh Tiền Giang có 172 ĐVHC (143 xã, 22 phường và 7 thị trấn) giảm 1 đơn vị.

#### Tỉnh Bến Tre
Tỉnh Bến Tre tiến hành sáp nhập 12 đơn vị hành chính cấp xã thuộc 1 thành phố và 4 huyện:
- Thành phố Bến Tre: sáp nhập Phường 1, Phường 2 và Phường 3 thành phường An Hội; sáp nhập xã Mỹ Thành và xã Bình Phú thành xã Bình Phú.
- Huyện Ba Tri: sáp nhập xã Phước Tuy và xã Phú Ngãi thành xã Phước Ngãi.
- Huyện Châu Thành: sáp nhập xã Giao Hòa và xã Giao Long thành xã Giao Long.
- Huyện Giồng Trôm: sáp nhập xã Phong Mỹ và xã Phong Nẫm thành xã Phong Nẫm.
- Huyện Mỏ Cày Nam: sáp nhập xã Bình Khánh Đông và Bình Khánh Tây thành xã Bình Khánh.

Sau khi sắp xếp, tỉnh Bến Tre có 157 ĐVHC (142 xã, 8 phường và 7 thị trấn) giảm 7 đơn vị.

#### Tỉnh Đồng Tháp
Từ ngày 1 tháng 1 năm 2020, tỉnh Đồng Tháp tiến hành sáp nhập xã Thường Thới Hậu B vào xã Thường Lạc (huyện Hồng Ngự).
Sau khi sắp xếp, tỉnh Đồng Tháp có 143 ĐVHC (117 xã, 17 phường và 9 thị trấn) giảm 1 đơn vị.

#### Tỉnh Vĩnh Long
Tỉnh Vĩnh Long tiến hành sáp nhập xã Thành Đông vào các xã Thành Lợi, Tân Thành, Tân Quới (huyện Bình Tân); xã Chánh Hội vào thị trấn Cái Nhum (huyện Mang Thít).
Ngoài ra, tỉnh Vĩnh Long còn thành lập 4 phường: Tân Hòa, Tân Hội, Tân Ngãi, Trường An thuộc thành phố Vĩnh Long từ 4 xã có tên tương ứng và thành lập thị trấn Tân Quới từ xã Tân Quới (huyện Bình Tân).
Sau khi sắp xếp và thành lập các đơn vị hành chính, tỉnh Vĩnh Long có 107 ĐVHC (87 xã, 14 phường và 6 thị trấn) giảm 2 đơn vị.

#### Tỉnh Hậu Giang
Tỉnh Hậu Giang tiến hành sáp nhập xã Phú An (huyện Châu Thành) vào xã Đông Thạnh và thị trấn Ngã Sáu (huyện Châu Thành).
Ngoài ra tỉnh Hậu Giang còn thành lập phường Hiệp Lợi (thị xã Ngã Bảy) từ xã Hiệp Lợi và thành lập thành phố Ngã Bảy.
Sau khi sắp xếp và thành lập đơn vị hành chính, tỉnh Hậu Giang có 75 ĐVHC (51 xã, 13 phường và 11 thị trấn), giảm 1 đơn vị.

#### Tỉnh Kiên Giang
Tỉnh Kiên Giang tiến hành sáp nhập xã Hòn Thơm vào thị trấn An Thới để thành lập phường An Thới thuộc thành phố Phú Quốc.
Sau khi sắp xếp và thành lập đơn vị hành chính, tỉnh Kiên Giang có 144 ĐVHC (116 xã, 10 thị trấn và 18 phường), giảm 1 đơn vị.

## Kết quả và đánh giá
Trong 5 năm từ 2016 đến 2021, Ủy ban Thường vụ Quốc hội đã ban hành 85 nghị quyết về thành lập, nhập, điều chỉnh địa giới đơn vị hành chính cấp huyện, cấp xã (trong đó có 47 nghị quyết về sắp xếp đơn vị hành chính cấp huyện, cấp xã theo Nghị quyết số 653/2019/UBTVQH13). Kết quả đã giảm được 08 đơn vị hành chính cấp huyện (từ 713 đơn vị xuống còn 705 đơn vị), giảm 563 đơn vị hành chính cấp xã so với năm 2016 (từ 11.162 đơn vị xuống còn 10.599 đơn vị). Các đơn vị hành chính nông thôn có xu hướng giảm (giảm: 18 huyện, 707 xã, do nhập hoặc chuyển thành đơn vị hành chính đô thị), các đơn vị hành chính đô thị có xu hướng tăng nhanh (tăng 13 thành phố thuộc tỉnh, 138 phường và 06 thị trấn); đồng thời, đã triển khai được mô hình “thành phố trong thành phố” (thành lập thành phố Thủ Đức thuộc Thành phố Hồ Chí Minh).